# Liste des anciennes communes de la Seine-Maritime
Cette page a pour objectif de retracer toutes les modifications communales dans le département de la Seine-Maritime : les anciennes communes qui ont existé depuis la Révolution française, ainsi que les créations, les modifications officielles de nom, ainsi que les échanges de territoires entre communes.
Comme dans toute la Normandie, le département a été, dès la Révolution, composé d'un maillage communal fin : le nombre de communes était proche de 1000 en 1800. Très vite, le nombre va se réduire, certaines communes ne comptant que quelques dizaines d'habitants seulement, à l'image d'Inerville (8 habitants seulement) ou encore Serville (26 habitants) : le mouvement va être particulièrement prononcé dans les années 1820 (et particulièrement l'année 1823). Le nombre de communes diminue alors de plus de 200 unités étant alors ramené à un peu plus de 760. Ce nombre va rester figé durant plus d'un siècle avant qu'un timide mouvement de fusions ne réapparaisse avant même la loi Marcellin dans les années 1970, qui ne va pas susciter de réel engouement. La loi NOTRe en 2010 va avoir un impact un peu plus prononcé : 11 communes nouvelles seulement vont voir le jour. Mais la formation de celle de Petit-Caux à elle seule est marquante puisqu'elle regroupe 18 communes historiques. À noter également la formation d'une des toutes premières communes nouvelles du pays, dès 2011 (Bois-Guillaume-Bihorel), dont l'existence n'aura été qu'éphémère (leTribunal administratif ayant invalidé l'arrêté de formation en 2013). Aujourd'hui, le département compte 707 communes (au 1er janvier 2025).

## Transfert vers un autre département
| Département d'origine | Département de rattachement | Commune concernée        | Date (et nature) de la décision |
| --------------------- | --------------------------- | ------------------------ | ------------------------------- |
| EURE                  | SEINE-INFÉRIEURE            | Saint-Pierre-de-Liéroult | 22 juillet 1837 (Loi)           |

## Fusions
| Nom de la nouvelle commune   | Communes réunies                                           | Régime                                                         | Date (et nature) de la décision                            | Date d'effet                                               |
| ---------------------------- | ---------------------------------------------------------- | -------------------------------------------------------------- | ---------------------------------------------------------- | ---------------------------------------------------------- |
| Morville-le-Héron            | Morville-sur-Andelle                                       | commune nouvelle (avec communes déléguées)                     | 2 décembre 2024 (Arrêté) 12 décembre 2024 (Arrêté)         | 1er janvier 2025                                           |
| Morville-le-Héron            | Le Héron                                                   | commune nouvelle (avec communes déléguées)                     | 2 décembre 2024 (Arrêté) 12 décembre 2024 (Arrêté)         | 1er janvier 2025                                           |
| Les Hauts-de-Caux            | Autretot                                                   | commune nouvelle (avec communes déléguées)                     | 19 décembre 2018 (Arrêté)                                  | 1er janvier 2019                                           |
| Les Hauts-de-Caux            | Veauville-lès-Baons                                        | commune nouvelle (avec communes déléguées)                     | 19 décembre 2018 (Arrêté)                                  | 1er janvier 2019                                           |
| Val-de-Scie                  | Auffay                                                     | commune nouvelle (avec communes déléguées)                     | 28 septembre 2018 (Arrêté) 19 novembre 2018 (Arrêté)       | 1er janvier 2019                                           |
| Val-de-Scie                  | Cressy                                                     | commune nouvelle (avec communes déléguées)                     | 28 septembre 2018 (Arrêté) 19 novembre 2018 (Arrêté)       | 1er janvier 2019                                           |
| Val-de-Scie                  | Sévis                                                      | commune nouvelle (avec communes déléguées)                     | 28 septembre 2018 (Arrêté) 19 novembre 2018 (Arrêté)       | 1er janvier 2019                                           |
| Buchy                        | Buchy                                                      | commune nouvelle (avec communes déléguées)                     | 15 novembre 2016 (Arrêté)                                  | 1er janvier 2017                                           |
| Buchy                        | Bosc-Roger-sur-Buchy                                       | commune nouvelle (avec communes déléguées)                     | 15 novembre 2016 (Arrêté)                                  | 1er janvier 2017                                           |
| Buchy                        | Estouteville-Écalles                                       | commune nouvelle (avec communes déléguées)                     | 15 novembre 2016 (Arrêté)                                  | 1er janvier 2017                                           |
| Terres-de-Caux               | Fauville-en-Caux                                           | commune nouvelle (avec communes déléguées)                     | 12 septembre 2016 (Arrêté)                                 | 1er janvier 2017                                           |
| Terres-de-Caux               | Auzouville-Auberbosc                                       | commune nouvelle (avec communes déléguées)                     | 12 septembre 2016 (Arrêté)                                 | 1er janvier 2017                                           |
| Terres-de-Caux               | Bennetot                                                   | commune nouvelle (avec communes déléguées)                     | 12 septembre 2016 (Arrêté)                                 | 1er janvier 2017                                           |
| Terres-de-Caux               | Bermonville                                                | commune nouvelle (avec communes déléguées)                     | 12 septembre 2016 (Arrêté)                                 | 1er janvier 2017                                           |
| Terres-de-Caux               | Ricarville                                                 | commune nouvelle (avec communes déléguées)                     | 12 septembre 2016 (Arrêté)                                 | 1er janvier 2017                                           |
| Terres-de-Caux               | Saint-Pierre-Lavis                                         | commune nouvelle (avec communes déléguées)                     | 12 septembre 2016 (Arrêté)                                 | 1er janvier 2017                                           |
| Terres-de-Caux               | Sainte-Marguerite-sur-Fauville                             | commune nouvelle (avec communes déléguées)                     | 12 septembre 2016 (Arrêté)                                 | 1er janvier 2017                                           |
| Arelaune-en-Seine            | La Mailleraye-sur-Seine                                    | commune nouvelle (avec communes déléguées)                     | 16 décembre 2015 (Arrêté)                                  | 1er janvier 2016                                           |
| Arelaune-en-Seine            | Saint-Nicolas-de-Bliquetuit                                | commune nouvelle (avec communes déléguées)                     | 16 décembre 2015 (Arrêté)                                  | 1er janvier 2016                                           |
| Rives-en-Seine               | Caudebec-en-Caux                                           | commune nouvelle (avec communes déléguées)                     | 16 décembre 2015 (Arrêté)                                  | 1er janvier 2016                                           |
| Rives-en-Seine               | Saint-Wandrille-Rançon                                     | commune nouvelle (avec communes déléguées)                     | 16 décembre 2015 (Arrêté)                                  | 1er janvier 2016                                           |
| Rives-en-Seine               | Villequier                                                 | commune nouvelle (avec communes déléguées)                     | 16 décembre 2015 (Arrêté)                                  | 1er janvier 2016                                           |
| Saint-Martin-de-l'If         | Fréville                                                   | commune nouvelle (SANS communes déléguées depuis le 26-5-2020) | 7 décembre 2015 (Arrêté)                                   | 1er janvier 2016                                           |
| Saint-Martin-de-l'If         | Betteville                                                 | commune nouvelle (SANS communes déléguées depuis le 26-5-2020) | 7 décembre 2015 (Arrêté)                                   | 1er janvier 2016                                           |
| Saint-Martin-de-l'If         | La Folletière                                              | commune nouvelle (SANS communes déléguées depuis le 26-5-2020) | 7 décembre 2015 (Arrêté)                                   | 1er janvier 2016                                           |
| Saint-Martin-de-l'If         | Mont-de-l'If                                               | commune nouvelle (SANS communes déléguées depuis le 26-5-2020) | 7 décembre 2015 (Arrêté)                                   | 1er janvier 2016                                           |
| Port-Jérôme-sur-Seine        | Notre-Dame-de-Gravenchon                                   | commune nouvelle (avec communes déléguées)                     | 30 novembre 2015 (Arrêté)                                  | 1er janvier 2016                                           |
| Port-Jérôme-sur-Seine        | Auberville-la-Campagne                                     | commune nouvelle (avec communes déléguées)                     | 30 novembre 2015 (Arrêté)                                  | 1er janvier 2016                                           |
| Port-Jérôme-sur-Seine        | Touffreville-la-Cable                                      | commune nouvelle (avec communes déléguées)                     | 30 novembre 2015 (Arrêté)                                  | 1er janvier 2016                                           |
| Port-Jérôme-sur-Seine        | Triquerville                                               | commune nouvelle (avec communes déléguées)                     | 30 novembre 2015 (Arrêté)                                  | 1er janvier 2016                                           |
| Petit-Caux                   | Saint-Martin-en-Campagne                                   | commune nouvelle (avec communes déléguées)                     | 26 novembre 2015 (Arrêté)                                  | 1er janvier 2016                                           |
| Petit-Caux                   | Assigny                                                    | commune nouvelle (avec communes déléguées)                     | 26 novembre 2015 (Arrêté)                                  | 1er janvier 2016                                           |
| Petit-Caux                   | Auquemesnil                                                | commune nouvelle (avec communes déléguées)                     | 26 novembre 2015 (Arrêté)                                  | 1er janvier 2016                                           |
| Petit-Caux                   | Belleville-sur-Mer                                         | commune nouvelle (avec communes déléguées)                     | 26 novembre 2015 (Arrêté)                                  | 1er janvier 2016                                           |
| Petit-Caux                   | Berneval-le-Grand                                          | commune nouvelle (avec communes déléguées)                     | 26 novembre 2015 (Arrêté)                                  | 1er janvier 2016                                           |
| Petit-Caux                   | Biville-sur-Mer                                            | commune nouvelle (avec communes déléguées)                     | 26 novembre 2015 (Arrêté)                                  | 1er janvier 2016                                           |
| Petit-Caux                   | Bracquemont                                                | commune nouvelle (avec communes déléguées)                     | 26 novembre 2015 (Arrêté)                                  | 1er janvier 2016                                           |
| Petit-Caux                   | Brunville                                                  | commune nouvelle (avec communes déléguées)                     | 26 novembre 2015 (Arrêté)                                  | 1er janvier 2016                                           |
| Petit-Caux                   | Derchigny                                                  | commune nouvelle (avec communes déléguées)                     | 26 novembre 2015 (Arrêté)                                  | 1er janvier 2016                                           |
| Petit-Caux                   | Glicourt                                                   | commune nouvelle (avec communes déléguées)                     | 26 novembre 2015 (Arrêté)                                  | 1er janvier 2016                                           |
| Petit-Caux                   | Gouchaupre                                                 | commune nouvelle (avec communes déléguées)                     | 26 novembre 2015 (Arrêté)                                  | 1er janvier 2016                                           |
| Petit-Caux                   | Greny                                                      | commune nouvelle (avec communes déléguées)                     | 26 novembre 2015 (Arrêté)                                  | 1er janvier 2016                                           |
| Petit-Caux                   | Guilmecourt                                                | commune nouvelle (avec communes déléguées)                     | 26 novembre 2015 (Arrêté)                                  | 1er janvier 2016                                           |
| Petit-Caux                   | Intraville                                                 | commune nouvelle (avec communes déléguées)                     | 26 novembre 2015 (Arrêté)                                  | 1er janvier 2016                                           |
| Petit-Caux                   | Penly                                                      | commune nouvelle (avec communes déléguées)                     | 26 novembre 2015 (Arrêté)                                  | 1er janvier 2016                                           |
| Petit-Caux                   | Saint-Quentin-au-Bosc                                      | commune nouvelle (avec communes déléguées)                     | 26 novembre 2015 (Arrêté)                                  | 1er janvier 2016                                           |
| Petit-Caux                   | Tocqueville-sur-Eu                                         | commune nouvelle (avec communes déléguées)                     | 26 novembre 2015 (Arrêté)                                  | 1er janvier 2016                                           |
| Petit-Caux                   | Tourville-la-Chapelle                                      | commune nouvelle (avec communes déléguées)                     | 26 novembre 2015 (Arrêté)                                  | 1er janvier 2016                                           |
| Forges-les-Eaux              | Forges-les-Eaux                                            | commune nouvelle (avec communes déléguées)                     | 5 octobre 2015 (Arrêté)                                    | 1er janvier 2016                                           |
| Forges-les-Eaux              | Le Fossé                                                   | commune nouvelle (avec communes déléguées)                     | 5 octobre 2015 (Arrêté)                                    | 1er janvier 2016                                           |
| Bois-Guillaume-Bihorel       | Bois-Guillaume (commune rétablie en 2013)                  | commune nouvelle (avec communes déléguées) (dissoute en 2013)  | 29 août 2011 (Arrêté)                                      | 1er janvier 2012                                           |
| Bois-Guillaume-Bihorel       | Bihorel (commune rétablie en 2013)                         | commune nouvelle (avec communes déléguées) (dissoute en 2013)  | 29 août 2011 (Arrêté)                                      | 1er janvier 2012                                           |
| Dieppe                       | Dieppe                                                     | fusion association                                             | 22 novembre 1979 (Arrêté)                                  | 1er janvier 1980                                           |
| Dieppe                       | Neuville-lès-Dieppe                                        | fusion association                                             | 22 novembre 1979 (Arrêté)                                  | 1er janvier 1980                                           |
| Anneville-Ambourville        | Anneville-sur-Seine                                        | fusion association                                             | 23 décembre 1974 (Arrêté)                                  | 1er janvier 1975                                           |
| Anneville-Ambourville        | Ambourville                                                | fusion association                                             | 23 décembre 1974 (Arrêté)                                  | 1er janvier 1975                                           |
| Argueil-Fry                  | Argueil (commune rétablie en 1980)                         | fusion simple (dissoute en 1980)                               | 23 décembre 1974 (Arrêté)                                  | 1er janvier 1975                                           |
| Argueil-Fry                  | Fry (commune rétablie en 1980)                             | fusion simple (dissoute en 1980)                               | 23 décembre 1974 (Arrêté)                                  | 1er janvier 1975                                           |
| Butot-Vénesville             | Vénesville                                                 | fusion simple                                                  | 29 juin 1974 (Arrêté)                                      | 1er août 1974                                              |
| Butot-Vénesville             | Butot-en-Caux                                              | fusion simple                                                  | 29 juin 1974 (Arrêté)                                      | 1er août 1974                                              |
| Sigy-en-Bray                 | Sigy-en-Bray                                               | fusion association (dissoute en 2017)                          | 7 mai 1973 (Arrêté)                                        | 1er juin 1973                                              |
| Sigy-en-Bray                 | Saint-Lucien (commune rétablie en 2017)                    | fusion association (dissoute en 2017)                          | 7 mai 1973 (Arrêté)                                        | 1er juin 1973                                              |
| Rocquefort-sur-Héricourt     | Héricourt-en-Caux (commune rétablie en 1976)               | fusion association (dissoute en 1976)                          | 10 avril 1973 (Arrêté)                                     | 10 avril 1973                                              |
| Rocquefort-sur-Héricourt     | Rocquefort (commune rétablie en 1976)                      | fusion association (dissoute en 1976)                          | 10 avril 1973 (Arrêté)                                     | 10 avril 1973                                              |
| Callengeville                | Bosc-Geoffroy                                              | fusion simple                                                  | 4 avril 1973 (Arrêté)                                      | 4 avril 1973                                               |
| Callengeville                | Les Essarts-Varimpré                                       | fusion simple                                                  | 4 avril 1973 (Arrêté)                                      | 4 avril 1973                                               |
| Le Havre                     | Le Havre                                                   | fusion association                                             | 4 avril 1973 (Arrêté)                                      | 4 avril 1973                                               |
| Le Havre                     | Rouelles                                                   | fusion association                                             | 4 avril 1973 (Arrêté)                                      | 4 avril 1973                                               |
| Saint-Michel-en-Caux         | Ypreville-Biville (commune rétablie en 1979)               | fusion association (dissoute en 1979)                          | 20 mars 1973 (Arrêté)                                      | 20 mars 1973                                               |
| Saint-Michel-en-Caux         | Limpiville (commune rétablie en 1979)                      | fusion association (dissoute en 1979)                          | 20 mars 1973 (Arrêté)                                      | 20 mars 1973                                               |
| Saint-Michel-en-Caux         | Sorquainville (commune rétablie en 1979)                   | fusion association (dissoute en 1979)                          | 20 mars 1973 (Arrêté)                                      | 20 mars 1973                                               |
| Saint-Michel-en-Caux         | Thiétreville (commune rétablie en 1979)                    | fusion association (dissoute en 1979)                          | 20 mars 1973 (Arrêté)                                      | 20 mars 1973                                               |
| Franqueville-Saint-Pierre    | Notre-Dame-de-Franqueville                                 | fusion                                                         | 6 octobre 1970 (Arrêté)                                    | 31 octobre 1970                                            |
| Franqueville-Saint-Pierre    | Saint-Pierre-de-Franqueville                               | fusion                                                         | 6 octobre 1970 (Arrêté)                                    | 31 octobre 1970                                            |
| Haudricourt                  | Haudricourt                                                | fusion                                                         | 12 août 1970 (Arrêté)                                      | 29 novembre 1970                                           |
| Haudricourt                  | Beaufresne                                                 | fusion                                                         | 12 août 1970 (Arrêté)                                      | 29 novembre 1970                                           |
| Beauval-en-Caux              | Beaunay                                                    | fusion                                                         | 13 août 1965 (Arrêté),                                     | 4 octobre 1965                                             |
| Beauval-en-Caux              | Sainte-Geneviève-en-Caux                                   | fusion                                                         | 13 août 1965 (Arrêté),                                     | 4 octobre 1965                                             |
| Val-de-Saâne                 | Anglesqueville-sur-Saâne                                   | fusion                                                         | 22 janvier 1964 (Arrêté)                                   | 17 février 1964                                            |
| Val-de-Saâne                 | Eurville                                                   | fusion                                                         | 22 janvier 1964 (Arrêté)                                   | 17 février 1964                                            |
| Val-de-Saâne                 | Varvannes                                                  | fusion                                                         | 22 janvier 1964 (Arrêté)                                   | 17 février 1964                                            |
| Val-de-Saâne                 | Thièdeville                                                | fusion                                                         | 24 mars 1964 (Arrêté)                                      | 8 mai 1964                                                 |
| Le Havre                     | Le Havre                                                   | fusion                                                         | 29 novembre 1955 (Décret)                                  | 1er décembre 1955                                          |
| Le Havre                     | Sanvic                                                     | fusion                                                         | 29 novembre 1955 (Décret)                                  | 1er décembre 1955                                          |
| Le Havre                     | Le Havre                                                   | fusion                                                         | 3 avril 1953 (Arrêté)                                      | 11 avril 1953                                              |
| Le Havre                     | Bléville                                                   | fusion                                                         | 3 avril 1953 (Arrêté)                                      | 11 avril 1953                                              |
| Aumale                       | Aumale                                                     | fusion                                                         | 18 février 1953 (Arrêté)                                   | 7 mars 1953                                                |
| Aumale                       | Sainte-Marguerite-lès-Aumale (une partie)                  | fusion                                                         | 18 février 1953 (Arrêté)                                   | 7 mars 1953                                                |
| Ellecourt                    | Ellecourt                                                  | fusion                                                         | 18 février 1953 (Arrêté)                                   | 7 mars 1953                                                |
| Ellecourt                    | Sainte-Marguerite-lès-Aumale (une partie)                  | fusion                                                         | 18 février 1953 (Arrêté)                                   | 7 mars 1953                                                |
| Le Havre                     | Le Havre                                                   | fusion                                                         | 18 octobre 1919 (Loi)                                      | 18 octobre 1919 (Loi)                                      |
| Le Havre                     | Graville-Sainte-Honorine                                   | fusion                                                         | 18 octobre 1919 (Loi)                                      | 18 octobre 1919 (Loi)                                      |
| Martin-Église                | Martin-Église                                              | fusion                                                         | 9 novembre 1867 (Décret)                                   | 9 novembre 1867 (Décret)                                   |
| Martin-Église                | Étran                                                      | fusion                                                         | 9 novembre 1867 (Décret)                                   | 9 novembre 1867 (Décret)                                   |
| La Chapelle-Saint-Ouen       | La Chapelle-Saint-Ouen                                     | fusion                                                         | 17 novembre 1862 (Décret)                                  | 17 novembre 1862 (Décret)                                  |
| La Chapelle-Saint-Ouen       | Bois-Gautier                                               | fusion                                                         | 17 novembre 1862 (Décret)                                  | 17 novembre 1862 (Décret)                                  |
| La Chapelle-Saint-Ouen       | Bruquedalle                                                | fusion                                                         | 17 novembre 1862 (Décret)                                  | 17 novembre 1862 (Décret)                                  |
| Sigy                         | Sigy                                                       | fusion                                                         | 17 novembre 1862 (Décret)                                  | 17 novembre 1862 (Décret)                                  |
| Sigy                         | Bosc-Asselin                                               | fusion                                                         | 17 novembre 1862 (Décret)                                  | 17 novembre 1862 (Décret)                                  |
| Héricourt-en-Caux            | Saint-Denis-d'Héricourt                                    | fusion                                                         | 1er juin 1857 (Loi)                                        | 1er juin 1857 (Loi)                                        |
| Héricourt-en-Caux            | Saint-Riquier-d'Héricourt                                  | fusion                                                         | 1er juin 1857 (Loi)                                        | 1er juin 1857 (Loi)                                        |
| Le Havre                     | Le Havre                                                   | fusion                                                         | 9 juillet 1852 (Loi)                                       | 9 juillet 1852 (Loi)                                       |
| Le Havre                     | Ingouville (une partie)                                    | fusion                                                         | 9 juillet 1852 (Loi)                                       | 9 juillet 1852 (Loi)                                       |
| Sanvic                       | Sanvic                                                     | fusion                                                         | 9 juillet 1852 (Loi)                                       | 9 juillet 1852 (Loi)                                       |
| Sanvic                       | Ingouville (une partie)                                    | fusion                                                         | 9 juillet 1852 (Loi)                                       | 9 juillet 1852 (Loi)                                       |
| Estouteville-Écalles         | Estouteville                                               | fusion                                                         | 25 mai 1844 (Ordonnance)                                   | 25 mai 1844 (Ordonnance)                                   |
| Estouteville-Écalles         | Écalles-sur-Buchy                                          | fusion                                                         | 25 mai 1844 (Ordonnance)                                   | 25 mai 1844 (Ordonnance)                                   |
| Prétot-Vicquemare            | Prétot-la-Taille                                           | fusion                                                         | 18 mai 1833 (Ordonnance)                                   | 18 mai 1833 (Ordonnance)                                   |
| Prétot-Vicquemare            | Vicquemare                                                 | fusion                                                         | 18 mai 1833 (Ordonnance)                                   | 18 mai 1833 (Ordonnance)                                   |
| Saint-Jean-de-Folleville     | Saint-Jean-de-Folleville                                   | fusion                                                         | 18 mai 1833 (Ordonnance)                                   | 18 mai 1833 (Ordonnance)                                   |
| Saint-Jean-de-Folleville     | Radicatel                                                  | fusion                                                         | 18 mai 1833 (Ordonnance)                                   | 18 mai 1833 (Ordonnance)                                   |
| Saint-Martin-l'Hortier       | Saint-Martin-l'Hortier                                     | fusion                                                         | 6 juillet 1832 (Ordonnance)                                | 6 juillet 1832 (Ordonnance)                                |
| Saint-Martin-l'Hortier       | Aulage                                                     | fusion                                                         | 6 juillet 1832 (Ordonnance)                                | 6 juillet 1832 (Ordonnance)                                |
| Graville-Leurre              | Graville                                                   | fusion                                                         | 13 octobre 1831 (Ordonnance)                               | 13 octobre 1831 (Ordonnance)                               |
| Graville-Leurre              | Leurre (transféré au Havre en 1852)                        | fusion                                                         | 13 octobre 1831 (Ordonnance)                               | 13 octobre 1831 (Ordonnance)                               |
| Villers-Écalles              | Villers-Chambellan                                         | fusion                                                         | 24 juin 1831 (Ordonnance)                                  | 24 juin 1831 (Ordonnance)                                  |
| Villers-Écalles              | Écalles-sur-Villers                                        | fusion                                                         | 24 juin 1831 (Ordonnance)                                  | 24 juin 1831 (Ordonnance)                                  |
| Gruchet-le-Valasse           | Gruchet                                                    | fusion                                                         | 14 juillet 1830 (Ordonnance)                               | 14 juillet 1830 (Ordonnance)                               |
| Gruchet-le-Valasse           | Le Valasse                                                 | fusion                                                         | 14 juillet 1830 (Ordonnance)                               | 14 juillet 1830 (Ordonnance)                               |
| Esteville                    | Esteville                                                  | fusion                                                         | 26 mars 1829 (Ordonnance)                                  | 26 mars 1829 (Ordonnance)                                  |
| Esteville                    | Touffreville-sous-Bellencombre                             | fusion                                                         | 26 mars 1829 (Ordonnance)                                  | 26 mars 1829 (Ordonnance)                                  |
| Saint-Martin-Église          | Saint-Martin-Église                                        | fusion                                                         | 19 mars 1829 (Ordonnance),                                 | 19 mars 1829 (Ordonnance),                                 |
| Saint-Martin-Église          | Étran                                                      | fusion                                                         | 19 mars 1829 (Ordonnance),                                 | 19 mars 1829 (Ordonnance),                                 |
| Saint-Aubin-Celloville       | Saint-Aubin-la-Campagne                                    | fusion                                                         | 25 février 1829 (Ordonnance)                               | 25 février 1829 (Ordonnance)                               |
| Saint-Aubin-Celloville       | Celloville                                                 | fusion                                                         | 25 février 1829 (Ordonnance)                               | 25 février 1829 (Ordonnance)                               |
| Auzouville-Auberbosc         | Auzouville-sur-Fauville                                    | fusion                                                         | 2 juillet 1828 (Ordonnance)                                | 2 juillet 1828 (Ordonnance)                                |
| Auzouville-Auberbosc         | Auberbosc                                                  | fusion                                                         | 2 juillet 1828 (Ordonnance)                                | 2 juillet 1828 (Ordonnance)                                |
| Grand-Camp                   | Grand-Camp                                                 | fusion                                                         | 1er juin 1828 (Ordonnance)                                 | 1er juin 1828 (Ordonnance)                                 |
| Grand-Camp                   | Saint-Sylvestre                                            | fusion                                                         | 1er juin 1828 (Ordonnance)                                 | 1er juin 1828 (Ordonnance)                                 |
| Claville-Motteville          | Claville-Motteville                                        | fusion                                                         | 7 mai 1828 (Ordonnance)                                    | 7 mai 1828 (Ordonnance)                                    |
| Claville-Motteville          | Gouville                                                   | fusion                                                         | 7 mai 1828 (Ordonnance)                                    | 7 mai 1828 (Ordonnance)                                    |
| Grainville-la-Teinturière    | Grainville-la-Teinturière                                  | fusion                                                         | 13 mars 1828 (Ordonnance)                                  | 13 mars 1828 (Ordonnance)                                  |
| Grainville-la-Teinturière    | Mautheville                                                | fusion                                                         | 13 mars 1828 (Ordonnance)                                  | 13 mars 1828 (Ordonnance)                                  |
| Cany-Barville                | Cany                                                       | fusion                                                         | 3 octobre 1827 (Ordonnance)                                | 3 octobre 1827 (Ordonnance)                                |
| Cany-Barville                | Barville                                                   | fusion                                                         | 3 octobre 1827 (Ordonnance)                                | 3 octobre 1827 (Ordonnance)                                |
| Bourville                    | Bourville                                                  | fusion                                                         | 21 août 1827 (Ordonnance)                                  | 21 août 1827 (Ordonnance)                                  |
| Bourville                    | Tonneville                                                 | fusion                                                         | 21 août 1827 (Ordonnance)                                  | 21 août 1827 (Ordonnance)                                  |
| Bouville                     | Bouville                                                   | fusion                                                         | 29 novembre 1826 (Ordonnance)                              | 29 novembre 1826 (Ordonnance)                              |
| Bouville                     | Les Ifs (canton de Pavilly)                                | fusion                                                         | 29 novembre 1826 (Ordonnance)                              | 29 novembre 1826 (Ordonnance)                              |
| Blainville-Crevon            | Blainville-Crevon                                          | fusion                                                         | 15 novembre 1826 (Ordonnance),                             | 15 novembre 1826 (Ordonnance),                             |
| Blainville-Crevon            | Saint-Arnoult-sur-Ry                                       | fusion                                                         | 15 novembre 1826 (Ordonnance),                             | 15 novembre 1826 (Ordonnance),                             |
| Écrainville                  | Écrainville                                                | fusion                                                         | 25 octobre 1826 (Ordonnance)                               | 25 octobre 1826 (Ordonnance)                               |
| Écrainville                  | Tennemare                                                  | fusion                                                         | 25 octobre 1826 (Ordonnance)                               | 25 octobre 1826 (Ordonnance)                               |
| Saint-Germain-des-Essourts   | Saint-Germain-des-Essourts                                 | fusion                                                         | 25 octobre 1826 (Ordonnance)                               | 25 octobre 1826 (Ordonnance)                               |
| Saint-Germain-des-Essourts   | Fontaine-Châtel                                            | fusion                                                         | 25 octobre 1826 (Ordonnance)                               | 25 octobre 1826 (Ordonnance)                               |
| Saint-Germain-des-Essourts   | Salmonville-la-Rivière                                     | fusion                                                         | 25 octobre 1826 (Ordonnance)                               | 25 octobre 1826 (Ordonnance)                               |
| Le Torp-Mesnil               | Le Torp                                                    | fusion                                                         | 25 octobre 1826 (Ordonnance)                               | 25 octobre 1826 (Ordonnance)                               |
| Le Torp-Mesnil               | Le Mesnil-Rury                                             | fusion                                                         | 25 octobre 1826 (Ordonnance)                               | 25 octobre 1826 (Ordonnance)                               |
| Brémontier-Merval            | Brémontier-Merval                                          | fusion                                                         | 2 août 1826 (Ordonnance),                                  | 2 août 1826 (Ordonnance),                                  |
| Brémontier-Merval            | Bellozanne                                                 | fusion                                                         | 2 août 1826 (Ordonnance),                                  | 2 août 1826 (Ordonnance),                                  |
| Sainte-Hélène-Bondeville     | Sainte-Hélène                                              | fusion                                                         | 19 juillet 1826 (Ordonnance)                               | 19 juillet 1826 (Ordonnance)                               |
| Sainte-Hélène-Bondeville     | Bondeville-sur-Fécamp                                      | fusion                                                         | 19 juillet 1826 (Ordonnance)                               | 19 juillet 1826 (Ordonnance)                               |
| Angiens                      | Angiens                                                    | fusion                                                         | 22 février 1826 (Ordonnance)                               | 22 février 1826 (Ordonnance)                               |
| Angiens                      | Iclon                                                      | fusion                                                         | 22 février 1826 (Ordonnance)                               | 22 février 1826 (Ordonnance)                               |
| Dancourt                     | Dancourt                                                   | fusion                                                         | 22 février 1826 (Ordonnance)                               | 22 février 1826 (Ordonnance)                               |
| Dancourt                     | Saint-Rémy-en-Rivière                                      | fusion                                                         | 22 février 1826 (Ordonnance)                               | 22 février 1826 (Ordonnance)                               |
| Saint-Jacques-sur-Darnétal   | Saint-Jacques-sur-Darnétal                                 | fusion                                                         | 28 décembre 1825 (Ordonnance)                              | 28 décembre 1825 (Ordonnance)                              |
| Saint-Jacques-sur-Darnétal   | Quévreville-la-Millon                                      | fusion                                                         | 28 décembre 1825 (Ordonnance)                              | 28 décembre 1825 (Ordonnance)                              |
| Clères                       | Clères                                                     | fusion                                                         | 23 septembre 1825 (Ordonnance)                             | 23 septembre 1825 (Ordonnance)                             |
| Clères                       | Cordelleville                                              | fusion                                                         | 23 septembre 1825 (Ordonnance)                             | 23 septembre 1825 (Ordonnance)                             |
| Clères                       | Le Tôt                                                     | fusion                                                         | 23 septembre 1825 (Ordonnance)                             | 23 septembre 1825 (Ordonnance)                             |
| Sainte-Croix-sur-Buchy       | Sainte-Croix-sur-Buchy                                     | fusion                                                         | 23 septembre 1825 (Ordonnance)                             | 23 septembre 1825 (Ordonnance)                             |
| Sainte-Croix-sur-Buchy       | Les Authieux-sur-Buchy                                     | fusion                                                         | 23 septembre 1825 (Ordonnance)                             | 23 septembre 1825 (Ordonnance)                             |
| Duclair                      | Duclair                                                    | fusion                                                         | 1er septembre 1825 (Ordonnance)                            | 1er septembre 1825 (Ordonnance)                            |
| Duclair                      | Vaurouy                                                    | fusion                                                         | 1er septembre 1825 (Ordonnance)                            | 1er septembre 1825 (Ordonnance)                            |
| Gaillefontaine               | Gaillefontaine                                             | fusion                                                         | 1er septembre 1825 (Ordonnance)                            | 1er septembre 1825 (Ordonnance)                            |
| Gaillefontaine               | Noyers                                                     | fusion                                                         | 1er septembre 1825 (Ordonnance)                            | 1er septembre 1825 (Ordonnance)                            |
| Beaubec-la-Rosière           | Beaubec-la-Ville                                           | fusion                                                         | 13 août 1825 (Ordonnance)                                  | 13 août 1825 (Ordonnance)                                  |
| Beaubec-la-Rosière           | La Rosière                                                 | fusion                                                         | 13 août 1825 (Ordonnance)                                  | 13 août 1825 (Ordonnance)                                  |
| Goderville                   | Goderville                                                 | fusion                                                         | 22 juin 1825 (Ordonnance)                                  | 22 juin 1825 (Ordonnance)                                  |
| Goderville                   | Crétot                                                     | fusion                                                         | 22 juin 1825 (Ordonnance)                                  | 22 juin 1825 (Ordonnance)                                  |
| Morgny-la-Pommeraye          | Morgny-la-Pommeraye                                        | fusion                                                         | 8 juin 1825 (Ordonnance),                                  | 8 juin 1825 (Ordonnance),                                  |
| Morgny-la-Pommeraye          | Vimont                                                     | fusion                                                         | 8 juin 1825 (Ordonnance),                                  | 8 juin 1825 (Ordonnance),                                  |
| Octeville                    | Octeville                                                  | fusion                                                         | 8 juin 1825 (Ordonnance)                                   | 8 juin 1825 (Ordonnance)                                   |
| Octeville                    | Saint-Barthélemy                                           | fusion                                                         | 8 juin 1825 (Ordonnance)                                   | 8 juin 1825 (Ordonnance)                                   |
| Saint-André-sur-Cailly       | Saint-André-sur-Cailly                                     | fusion                                                         | 8 juin 1825 (Ordonnance),                                  | 8 juin 1825 (Ordonnance),                                  |
| Saint-André-sur-Cailly       | Pibeuf                                                     | fusion                                                         | 8 juin 1825 (Ordonnance),                                  | 8 juin 1825 (Ordonnance),                                  |
| Quincampoix                  | Quincampoix                                                | fusion                                                         | 8 avril 1825 (Ordonnance)                                  | 8 avril 1825 (Ordonnance)                                  |
| Quincampoix                  | Saint-Nicolas-du-Vertbois                                  | fusion                                                         | 8 avril 1825 (Ordonnance)                                  | 8 avril 1825 (Ordonnance)                                  |
| Avesnes                      | Avesnes (canton d'Envermeu)                                | fusion                                                         | 31 mars 1825 (Ordonnance)                                  | 31 mars 1825 (Ordonnance)                                  |
| Avesnes                      | Caudecotte                                                 | fusion                                                         | 31 mars 1825 (Ordonnance)                                  | 31 mars 1825 (Ordonnance)                                  |
| Avesnes                      | Saint-Aignan-des-Sept-Meules                               | fusion                                                         | 31 mars 1825 (Ordonnance)                                  | 31 mars 1825 (Ordonnance)                                  |
| Avesnes                      | Villy-le-Haut                                              | fusion                                                         | 31 mars 1825 (Ordonnance)                                  | 31 mars 1825 (Ordonnance)                                  |
| Tocqueville-Bénarville       | Tocqueville                                                | fusion                                                         | 31 mars 1825 (Ordonnance)                                  | 31 mars 1825 (Ordonnance)                                  |
| Tocqueville-Bénarville       | Bénarville                                                 | fusion                                                         | 31 mars 1825 (Ordonnance)                                  | 31 mars 1825 (Ordonnance)                                  |
| Valmont                      | Valmont                                                    | fusion                                                         | 31 mars 1825 (Ordonnance)                                  | 31 mars 1825 (Ordonnance)                                  |
| Valmont                      | Bec-aux-Cauchois                                           | fusion                                                         | 31 mars 1825 (Ordonnance)                                  | 31 mars 1825 (Ordonnance)                                  |
| Valmont                      | Rouxmesnil (canton de Valmont)                             | fusion                                                         | 31 mars 1825 (Ordonnance)                                  | 31 mars 1825 (Ordonnance)                                  |
| Saint-Maclou-de-Folleville   | Saint-Maclou-de-Folleville                                 | fusion                                                         | 2 février 1825 (Ordonnance)                                | 2 février 1825 (Ordonnance)                                |
| Saint-Maclou-de-Folleville   | Saint-Sulpice-la-Pierre                                    | fusion                                                         | 2 février 1825 (Ordonnance)                                | 2 février 1825 (Ordonnance)                                |
| Bréauté                      | Bréauté                                                    | fusion                                                         | 12 janvier 1825 (Ordonnance)                               | 12 janvier 1825 (Ordonnance)                               |
| Bréauté                      | Le Hertelay                                                | fusion                                                         | 12 janvier 1825 (Ordonnance)                               | 12 janvier 1825 (Ordonnance)                               |
| Notre-Dame-de-Gravenchon     | Notre-Dame                                                 | fusion                                                         | 12 janvier 1825 (Ordonnance)                               | 12 janvier 1825 (Ordonnance)                               |
| Notre-Dame-de-Gravenchon     | Saint-Georges-de-Gravenchon                                | fusion                                                         | 12 janvier 1825 (Ordonnance)                               | 12 janvier 1825 (Ordonnance)                               |
| Saint-Wandrille-Rançon       | Saint-Wandrille                                            | fusion                                                         | 12 janvier 1825 (Ordonnance)                               | 12 janvier 1825 (Ordonnance)                               |
| Saint-Wandrille-Rançon       | Rançon                                                     | fusion                                                         | 12 janvier 1825 (Ordonnance)                               | 12 janvier 1825 (Ordonnance)                               |
| Le Thil-Riberpré             | Le Thil-en-Bray                                            | fusion                                                         | 12 janvier 1825 (Ordonnance)                               | 12 janvier 1825 (Ordonnance)                               |
| Le Thil-Riberpré             | Riberpré                                                   | fusion                                                         | 12 janvier 1825 (Ordonnance)                               | 12 janvier 1825 (Ordonnance)                               |
| Ypreville-Biville            | Ypreville                                                  | fusion                                                         | 12 janvier 1825 (Ordonnance)                               | 12 janvier 1825 (Ordonnance)                               |
| Ypreville-Biville            | Biville-la-Martel                                          | fusion                                                         | 12 janvier 1825 (Ordonnance)                               | 12 janvier 1825 (Ordonnance)                               |
| Étaimpuis                    | Étaimpuis                                                  | fusion                                                         | 15 décembre 1824 (Ordonnance)                              | 15 décembre 1824 (Ordonnance)                              |
| Étaimpuis                    | Biennais                                                   | fusion                                                         | 15 décembre 1824 (Ordonnance)                              | 15 décembre 1824 (Ordonnance)                              |
| Étaimpuis                    | Lœuilly                                                    | fusion                                                         | 15 décembre 1824 (Ordonnance)                              | 15 décembre 1824 (Ordonnance)                              |
| Haucourt                     | Haucourt                                                   | fusion                                                         | 15 décembre 1824 (Ordonnance)                              | 15 décembre 1824 (Ordonnance)                              |
| Haucourt                     | Villedieu-la-Montagne                                      | fusion                                                         | 15 décembre 1824 (Ordonnance)                              | 15 décembre 1824 (Ordonnance)                              |
| Saint-Pierre-Bénouville      | Saint-Pierre-Bénouville                                    | fusion                                                         | 15 décembre 1824 (Ordonnance)                              | 15 décembre 1824 (Ordonnance)                              |
| Saint-Pierre-Bénouville      | Dracqueville                                               | fusion                                                         | 15 décembre 1824 (Ordonnance)                              | 15 décembre 1824 (Ordonnance)                              |
| Trouville                    | Trouville                                                  | fusion                                                         | 15 décembre 1824 (Ordonnance)                              | 15 décembre 1824 (Ordonnance)                              |
| Trouville                    | Alliquerville                                              | fusion                                                         | 15 décembre 1824 (Ordonnance)                              | 15 décembre 1824 (Ordonnance)                              |
| La Cerlangue                 | La Cerlangue                                               | fusion                                                         | 20 octobre 1824 (Ordonnance)                               | 20 octobre 1824 (Ordonnance)                               |
| La Cerlangue                 | Saint-Jean-d'Abbetot                                       | fusion                                                         | 20 octobre 1824 (Ordonnance)                               | 20 octobre 1824 (Ordonnance)                               |
| Fresnoy-Folny                | Fresnoy-Folny                                              | fusion                                                         | 20 octobre 1824 (Ordonnance)                               | 20 octobre 1824 (Ordonnance)                               |
| Fresnoy-Folny                | Bailly-en-Campagne                                         | fusion                                                         | 20 octobre 1824 (Ordonnance)                               | 20 octobre 1824 (Ordonnance)                               |
| Saint-Sauveur-d'Émalleville  | Saint-Sauveur-la-Campagne                                  | fusion                                                         | 20 octobre 1824 (Ordonnance)                               | 20 octobre 1824 (Ordonnance)                               |
| Saint-Sauveur-d'Émalleville  | Émalleville                                                | fusion                                                         | 20 octobre 1824 (Ordonnance)                               | 20 octobre 1824 (Ordonnance)                               |
| Rouville                     | Rouville                                                   | fusion                                                         | 22 septembre 1824 (Ordonnance)                             | 22 septembre 1824 (Ordonnance)                             |
| Rouville                     | Bielleville                                                | fusion                                                         | 22 septembre 1824 (Ordonnance)                             | 22 septembre 1824 (Ordonnance)                             |
| Turretot                     | Turretot                                                   | fusion                                                         | 22 septembre 1824 (Ordonnance),                            | 22 septembre 1824 (Ordonnance),                            |
| Turretot                     | Écuquetot                                                  | fusion                                                         | 22 septembre 1824 (Ordonnance),                            | 22 septembre 1824 (Ordonnance),                            |
| Turretot                     | Saint-Martin-du-Bec (commune rétablie en 1868)             | fusion                                                         | 22 septembre 1824 (Ordonnance),                            | 22 septembre 1824 (Ordonnance),                            |
| Flamets-Frétils              | Flamets-Frétils                                            | fusion                                                         | 20 août 1824 (Ordonnance)                                  | 20 août 1824 (Ordonnance)                                  |
| Flamets-Frétils              | Port-Mort                                                  | fusion                                                         | 20 août 1824 (Ordonnance)                                  | 20 août 1824 (Ordonnance)                                  |
| Flamets-Frétils              | Sausseuzemare-en-Bray                                      | fusion                                                         | 20 août 1824 (Ordonnance)                                  | 20 août 1824 (Ordonnance)                                  |
| Parc-d'Anxtot                | Parc-d'Anxtot                                              | fusion                                                         | 20 août 1824 (Ordonnance)                                  | 20 août 1824 (Ordonnance)                                  |
| Parc-d'Anxtot                | Anxtot                                                     | fusion                                                         | 20 août 1824 (Ordonnance)                                  | 20 août 1824 (Ordonnance)                                  |
| Nolléval                     | Nolléval                                                   | fusion                                                         | 21 juillet 1824 (Ordonnance),                              | 21 juillet 1824 (Ordonnance),                              |
| Nolléval                     | Le Boulay                                                  | fusion                                                         | 21 juillet 1824 (Ordonnance),                              | 21 juillet 1824 (Ordonnance),                              |
| Nolléval                     | Montagny-sur-Andelle                                       | fusion                                                         | 21 juillet 1824 (Ordonnance),                              | 21 juillet 1824 (Ordonnance),                              |
| Saint-Vaast-d'Équiqueville   | Saint-Vaast-d'Équiqueville                                 | fusion                                                         | 21 juillet 1824 (Ordonnance)                               | 21 juillet 1824 (Ordonnance)                               |
| Saint-Vaast-d'Équiqueville   | Saint-Pancrace-d'Équiqueville                              | fusion                                                         | 21 juillet 1824 (Ordonnance)                               | 21 juillet 1824 (Ordonnance)                               |
| Gonneville                   | Gonneville (canton de Criquetot)                           | fusion                                                         | 14 avril 1824 (Ordonnance)                                 | 14 avril 1824 (Ordonnance)                                 |
| Gonneville                   | Écultot                                                    | fusion                                                         | 14 avril 1824 (Ordonnance)                                 | 14 avril 1824 (Ordonnance)                                 |
| Bocasse                      | Bocasse                                                    | fusion                                                         | 11 février 1824 (Ordonnance)                               | 11 février 1824 (Ordonnance)                               |
| Bocasse                      | Valmartin                                                  | fusion                                                         | 11 février 1824 (Ordonnance)                               | 11 février 1824 (Ordonnance)                               |
| Hodeng-Hodenger              | Hodeng                                                     | fusion                                                         | 11 février 1824 (Ordonnance)                               | 11 février 1824 (Ordonnance)                               |
| Hodeng-Hodenger              | Hodenger                                                   | fusion                                                         | 11 février 1824 (Ordonnance)                               | 11 février 1824 (Ordonnance)                               |
| Bec-de-Mortagne              | Bec-de-Mortagne                                            | fusion                                                         | 7 janvier 1824 (Ordonnance)                                | 7 janvier 1824 (Ordonnance)                                |
| Bec-de-Mortagne              | Baigneville                                                | fusion                                                         | 7 janvier 1824 (Ordonnance)                                | 7 janvier 1824 (Ordonnance)                                |
| Le Catelier                  | Le Catelier                                                | fusion                                                         | 7 janvier 1824 (Ordonnance)                                | 7 janvier 1824 (Ordonnance)                                |
| Le Catelier                  | Pelletot                                                   | fusion                                                         | 7 janvier 1824 (Ordonnance)                                | 7 janvier 1824 (Ordonnance)                                |
| Le Caule-Sainte-Beuve        | Le Caule-les-Ventes                                        | fusion                                                         | 7 janvier 1824 (Ordonnance)                                | 7 janvier 1824 (Ordonnance)                                |
| Le Caule-Sainte-Beuve        | Sainte-Beuve-aux-Champs                                    | fusion                                                         | 7 janvier 1824 (Ordonnance)                                | 7 janvier 1824 (Ordonnance)                                |
| Massy                        | Massy                                                      | fusion                                                         | 7 janvier 1824 (Ordonnance)                                | 7 janvier 1824 (Ordonnance)                                |
| Massy                        | Brémontier (canton de Neufchâtel)                          | fusion                                                         | 7 janvier 1824 (Ordonnance)                                | 7 janvier 1824 (Ordonnance)                                |
| Vittefleur                   | Vittefleur                                                 | fusion                                                         | 7 janvier 1824 (Ordonnance)                                | 7 janvier 1824 (Ordonnance)                                |
| Vittefleur                   | Crosville-sur-Durdent                                      | fusion                                                         | 7 janvier 1824 (Ordonnance)                                | 7 janvier 1824 (Ordonnance)                                |
| Brémontier-Merval            | Brémontier (canton de Gournay)                             | fusion                                                         | 24 décembre 1823 (Ordonnance)                              | 24 décembre 1823 (Ordonnance)                              |
| Brémontier-Merval            | Merval                                                     | fusion                                                         | 24 décembre 1823 (Ordonnance)                              | 24 décembre 1823 (Ordonnance)                              |
| Cauville                     | Cauville                                                   | fusion                                                         | 24 décembre 1823 (Ordonnance)                              | 24 décembre 1823 (Ordonnance)                              |
| Cauville                     | Buglise                                                    | fusion                                                         | 24 décembre 1823 (Ordonnance)                              | 24 décembre 1823 (Ordonnance)                              |
| Cauville                     | Raimbertot                                                 | fusion                                                         | 24 décembre 1823 (Ordonnance)                              | 24 décembre 1823 (Ordonnance)                              |
| Fontaine-le-Bourg            | Fontaine-le-Bourg                                          | fusion                                                         | 24 décembre 1823 (Ordonnance)                              | 24 décembre 1823 (Ordonnance)                              |
| Fontaine-le-Bourg            | Tendos                                                     | fusion                                                         | 24 décembre 1823 (Ordonnance)                              | 24 décembre 1823 (Ordonnance)                              |
| Lillebonne                   | Notre-Dame-de-Lillebonne                                   | fusion                                                         | 24 décembre 1823 (Ordonnance)                              | 24 décembre 1823 (Ordonnance)                              |
| Lillebonne                   | Saint-Denis-de-Lillebonne                                  | fusion                                                         | 24 décembre 1823 (Ordonnance)                              | 24 décembre 1823 (Ordonnance)                              |
| Lillebonne                   | Le Mesnil-sous-Lillebonne                                  | fusion                                                         | 24 décembre 1823 (Ordonnance)                              | 24 décembre 1823 (Ordonnance)                              |
| Mesnil-Mauger                | Mesnil-Mauger                                              | fusion                                                         | 24 décembre 1823 (Ordonnance)                              | 24 décembre 1823 (Ordonnance)                              |
| Mesnil-Mauger                | Louvicamp                                                  | fusion                                                         | 24 décembre 1823 (Ordonnance)                              | 24 décembre 1823 (Ordonnance)                              |
| Mesnil-Mauger                | Tréforêt                                                   | fusion                                                         | 24 décembre 1823 (Ordonnance)                              | 24 décembre 1823 (Ordonnance)                              |
| Saint-Valery-sous-Bures      | Saint-Valery-sous-Bures                                    | fusion                                                         | 24 décembre 1823 (Ordonnance)                              | 24 décembre 1823 (Ordonnance)                              |
| Saint-Valery-sous-Bures      | Osmoy                                                      | fusion                                                         | 24 décembre 1823 (Ordonnance)                              | 24 décembre 1823 (Ordonnance)                              |
| Saint-Valery-sous-Bures      | Maintru                                                    | fusion                                                         | 24 décembre 1823 (Ordonnance)                              | 24 décembre 1823 (Ordonnance)                              |
| Servaville-Salmonville       | Servaville                                                 | fusion                                                         | 24 décembre 1823 (Ordonnance)                              | 24 décembre 1823 (Ordonnance)                              |
| Servaville-Salmonville       | Salmonville-la-Sauvage                                     | fusion                                                         | 24 décembre 1823 (Ordonnance)                              | 24 décembre 1823 (Ordonnance)                              |
| Les Trois-Pierres            | Les Trois-Pierres                                          | fusion                                                         | 24 décembre 1823 (Ordonnance)                              | 24 décembre 1823 (Ordonnance)                              |
| Les Trois-Pierres            | Loiselière                                                 | fusion                                                         | 24 décembre 1823 (Ordonnance)                              | 24 décembre 1823 (Ordonnance)                              |
| Monchaux-Soreng              | Monchaux                                                   | fusion                                                         | 12 novembre 1823 (Ordonnance)                              | 12 novembre 1823 (Ordonnance)                              |
| Monchaux-Soreng              | Soreng-l'Épinay                                            | fusion                                                         | 12 novembre 1823 (Ordonnance)                              | 12 novembre 1823 (Ordonnance)                              |
| Fresnoy-Folny                | Fresnoy-en-Campagne                                        | fusion                                                         | 5 décembre 1823 (Ordonnance)                               | 5 décembre 1823 (Ordonnance)                               |
| Fresnoy-Folny                | Folny                                                      | fusion                                                         | 5 décembre 1823 (Ordonnance)                               | 5 décembre 1823 (Ordonnance)                               |
| Bolleville                   | Bolleville                                                 | fusion                                                         | 26 novembre 1823 (Ordonnance)                              | 26 novembre 1823 (Ordonnance)                              |
| Bolleville                   | Guillerville                                               | fusion                                                         | 26 novembre 1823 (Ordonnance)                              | 26 novembre 1823 (Ordonnance)                              |
| Épreville-Martainville       | Épreville-sur-Ry                                           | fusion                                                         | 26 novembre 1823 (Ordonnance)                              | 26 novembre 1823 (Ordonnance)                              |
| Épreville-Martainville       | Martainville-sur-Ry                                        | fusion                                                         | 26 novembre 1823 (Ordonnance)                              | 26 novembre 1823 (Ordonnance)                              |
| Nesle-Hodeng                 | Nesle-en-Bray                                              | fusion                                                         | 26 novembre 1823 (Ordonnance)                              | 26 novembre 1823 (Ordonnance)                              |
| Nesle-Hodeng                 | Hodeng-en-Bray                                             | fusion                                                         | 26 novembre 1823 (Ordonnance)                              | 26 novembre 1823 (Ordonnance)                              |
| La Cerlangue                 | La Cerlangue                                               | fusion                                                         | 12 novembre 1823 (Ordonnance)                              | 12 novembre 1823 (Ordonnance)                              |
| La Cerlangue                 | Saint-Jean-des-Essarts                                     | fusion                                                         | 12 novembre 1823 (Ordonnance)                              | 12 novembre 1823 (Ordonnance)                              |
| Étainhus                     | Étainhus                                                   | fusion                                                         | 12 novembre 1823 (Ordonnance)                              | 12 novembre 1823 (Ordonnance)                              |
| Étainhus                     | Prétot-la-Taille                                           | fusion                                                         | 12 novembre 1823 (Ordonnance)                              | 12 novembre 1823 (Ordonnance)                              |
| Haudricourt                  | Haudricourt                                                | fusion                                                         | 12 novembre 1823 (Ordonnance)                              | 12 novembre 1823 (Ordonnance)                              |
| Haudricourt                  | Villers-sur-Aumale                                         | fusion                                                         | 12 novembre 1823 (Ordonnance)                              | 12 novembre 1823 (Ordonnance)                              |
| Hodeng-au-Bosc               | Hodeng-au-Bosc                                             | fusion                                                         | 12 novembre 1823 (Ordonnance)                              | 12 novembre 1823 (Ordonnance)                              |
| Hodeng-au-Bosc               | Guimerville                                                | fusion                                                         | 12 novembre 1823 (Ordonnance)                              | 12 novembre 1823 (Ordonnance)                              |
| Preuseville                  | Preuseville                                                | fusion                                                         | 12 novembre 1823 (Ordonnance)                              | 12 novembre 1823 (Ordonnance)                              |
| Preuseville                  | Hesmy                                                      | fusion                                                         | 12 novembre 1823 (Ordonnance)                              | 12 novembre 1823 (Ordonnance)                              |
| Saint-Pierre-de-Varengeville | Saint-Pierre-de-Varengeville                               | fusion                                                         | 12 novembre 1823 (Ordonnance)                              | 12 novembre 1823 (Ordonnance)                              |
| Saint-Pierre-de-Varengeville | Notre-Dame-de-Varengeville                                 | fusion                                                         | 12 novembre 1823 (Ordonnance)                              | 12 novembre 1823 (Ordonnance)                              |
| Vieux-Rouen                  | Vieux-Rouen                                                | fusion                                                         | 12 novembre 1823 (Ordonnance)                              | 12 novembre 1823 (Ordonnance)                              |
| Vieux-Rouen                  | Bouafles                                                   | fusion                                                         | 12 novembre 1823 (Ordonnance)                              | 12 novembre 1823 (Ordonnance)                              |
| Berville                     | Berville                                                   | fusion                                                         | 22 octobre 1823 (Ordonnance)                               | 22 octobre 1823 (Ordonnance)                               |
| Berville                     | Baudribosc                                                 | fusion                                                         | 22 octobre 1823 (Ordonnance)                               | 22 octobre 1823 (Ordonnance)                               |
| Vergetot                     | Vergetot                                                   | fusion                                                         | 22 octobre 1823 (Ordonnance) 14 avril 1824 (Ordonnance)    | 22 octobre 1823 (Ordonnance) 14 avril 1824 (Ordonnance)    |
| Vergetot                     | Le Coudray                                                 | fusion                                                         | 22 octobre 1823 (Ordonnance) 14 avril 1824 (Ordonnance)    | 22 octobre 1823 (Ordonnance) 14 avril 1824 (Ordonnance)    |
| Wanchy-Capval                | Wanchy                                                     | fusion                                                         | 22 octobre 1823 (Ordonnance)                               | 22 octobre 1823 (Ordonnance)                               |
| Wanchy-Capval                | Capval                                                     | fusion                                                         | 22 octobre 1823 (Ordonnance)                               | 22 octobre 1823 (Ordonnance)                               |
| Gaillefontaine               | Gaillefontaine                                             | fusion                                                         | 12 octobre 1823 (Ordonnance)                               | 12 octobre 1823 (Ordonnance)                               |
| Gaillefontaine               | Saint-Maurice (canton de Forges-les-Eaux)                  | fusion                                                         | 12 octobre 1823 (Ordonnance)                               | 12 octobre 1823 (Ordonnance)                               |
| Bordeaux-Saint-Clair         | Bordeaux-en-Caux                                           | fusion                                                         | 8 octobre 1823 (Ordonnance)                                | 8 octobre 1823 (Ordonnance)                                |
| Bordeaux-Saint-Clair         | Saint-Clair-sur-Étretat                                    | fusion                                                         | 8 octobre 1823 (Ordonnance)                                | 8 octobre 1823 (Ordonnance)                                |
| Ermenouville                 | Ermenouville                                               | fusion                                                         | 8 octobre 1823 (Ordonnance)                                | 8 octobre 1823 (Ordonnance)                                |
| Ermenouville                 | Mesnil-Geoffroy                                            | fusion                                                         | 8 octobre 1823 (Ordonnance)                                | 8 octobre 1823 (Ordonnance)                                |
| Saint-Germain-d'Étables      | Le Mesnil-Saint-Germain                                    | fusion                                                         | 8 octobre 1823 (Ordonnance)                                | 8 octobre 1823 (Ordonnance)                                |
| Saint-Germain-d'Étables      | Étables                                                    | fusion                                                         | 8 octobre 1823 (Ordonnance)                                | 8 octobre 1823 (Ordonnance)                                |
| Saint-Vincent-Cramesnil      | Saint-Vincent-d'Aubermare                                  | fusion                                                         | 24 septembre 1823 (Ordonnance)                             | 24 septembre 1823 (Ordonnance)                             |
| Saint-Vincent-Cramesnil      | Cramesnil                                                  | fusion                                                         | 24 septembre 1823 (Ordonnance)                             | 24 septembre 1823 (Ordonnance)                             |
| Smermesnil                   | Smermesnil                                                 | fusion                                                         | 24 septembre 1823 (Ordonnance)                             | 24 septembre 1823 (Ordonnance)                             |
| Smermesnil                   | La Leuqueue                                                | fusion                                                         | 24 septembre 1823 (Ordonnance)                             | 24 septembre 1823 (Ordonnance)                             |
| Smermesnil                   | Lignemare                                                  | fusion                                                         | 24 septembre 1823 (Ordonnance)                             | 24 septembre 1823 (Ordonnance)                             |
| Allouville-Bellefosse        | Allouville                                                 | fusion                                                         | 3 septembre 1823 (Ordonnance)                              | 3 septembre 1823 (Ordonnance)                              |
| Allouville-Bellefosse        | Bellefosse                                                 | fusion                                                         | 3 septembre 1823 (Ordonnance)                              | 3 septembre 1823 (Ordonnance)                              |
| Annouville-Vilmesnil         | Annouville                                                 | fusion                                                         | 3 septembre 1823 (Ordonnance)                              | 3 septembre 1823 (Ordonnance)                              |
| Annouville-Vilmesnil         | Vilmesnil                                                  | fusion                                                         | 3 septembre 1823 (Ordonnance)                              | 3 septembre 1823 (Ordonnance)                              |
| Grandcourt                   | Grandcourt                                                 | fusion                                                         | 3 septembre 1823 (Ordonnance)                              | 3 septembre 1823 (Ordonnance)                              |
| Grandcourt                   | Déville (canton de Londinières)                            | fusion                                                         | 3 septembre 1823 (Ordonnance)                              | 3 septembre 1823 (Ordonnance)                              |
| Grandcourt                   | Écotigny                                                   | fusion                                                         | 3 septembre 1823 (Ordonnance)                              | 3 septembre 1823 (Ordonnance)                              |
| Grandcourt                   | Pierrepont                                                 | fusion                                                         | 3 septembre 1823 (Ordonnance)                              | 3 septembre 1823 (Ordonnance)                              |
| Villequier                   | Villequier                                                 | fusion                                                         | 3 septembre 1823 (Ordonnance)                              | 3 septembre 1823 (Ordonnance)                              |
| Villequier                   | Bébec                                                      | fusion                                                         | 3 septembre 1823 (Ordonnance)                              | 3 septembre 1823 (Ordonnance)                              |
| Campneuseville               | Campneuseville                                             | fusion                                                         | 13 août 1823 (Ordonnance)                                  | 13 août 1823 (Ordonnance)                                  |
| Campneuseville               | Monchy-le-Preux                                            | fusion                                                         | 13 août 1823 (Ordonnance)                                  | 13 août 1823 (Ordonnance)                                  |
| La Crique                    | La Crique                                                  | fusion                                                         | 13 août 1823 (Ordonnance) 14 mai 1823 (Ordonnance)         | 13 août 1823 (Ordonnance) 14 mai 1823 (Ordonnance)         |
| La Crique                    | Les Innocents-sur-Bellencombre                             | fusion                                                         | 13 août 1823 (Ordonnance) 14 mai 1823 (Ordonnance)         | 13 août 1823 (Ordonnance) 14 mai 1823 (Ordonnance)         |
| La Crique                    | Saint-Ouen-sur-Bellencombre                                | fusion                                                         | 13 août 1823 (Ordonnance) 14 mai 1823 (Ordonnance)         | 13 août 1823 (Ordonnance) 14 mai 1823 (Ordonnance)         |
| Gonfreville-l'Orcher         | Gonfreville-l'Orcher                                       | fusion                                                         | 13 août 1823 (Ordonnance)                                  | 13 août 1823 (Ordonnance)                                  |
| Gonfreville-l'Orcher         | Notre-Dame-de-Gournay                                      | fusion                                                         | 13 août 1823 (Ordonnance)                                  | 13 août 1823 (Ordonnance)                                  |
| Hattenville                  | Hattenville                                                | fusion                                                         | 13 août 1823 (Ordonnance)                                  | 13 août 1823 (Ordonnance)                                  |
| Hattenville                  | Équimbosc                                                  | fusion                                                         | 13 août 1823 (Ordonnance)                                  | 13 août 1823 (Ordonnance)                                  |
| Illois                       | Illois                                                     | fusion                                                         | 13 août 1823 (Ordonnance)                                  | 13 août 1823 (Ordonnance)                                  |
| Illois                       | Coupigny                                                   | fusion                                                         | 13 août 1823 (Ordonnance)                                  | 13 août 1823 (Ordonnance)                                  |
| Illois                       | Le Mesnil-David                                            | fusion                                                         | 13 août 1823 (Ordonnance)                                  | 13 août 1823 (Ordonnance)                                  |
| Saint-Jouin                  | Saint-Jouin                                                | fusion                                                         | 13 août 1823 (Ordonnance)                                  | 13 août 1823 (Ordonnance)                                  |
| Saint-Jouin                  | Bruneval                                                   | fusion                                                         | 13 août 1823 (Ordonnance)                                  | 13 août 1823 (Ordonnance)                                  |
| Saint-Pierre-le-Viger        | Saint-Pierre-le-Viger                                      | fusion                                                         | 13 août 1823 (Ordonnance)                                  | 13 août 1823 (Ordonnance)                                  |
| Saint-Pierre-le-Viger        | Saint-Pierre-le-Petit                                      | fusion                                                         | 13 août 1823 (Ordonnance)                                  | 13 août 1823 (Ordonnance)                                  |
| Saint-Romain-de-Colbosc      | Saint-Romain-de-Colbosc                                    | fusion                                                         | 13 août 1823 (Ordonnance)                                  | 13 août 1823 (Ordonnance)                                  |
| Saint-Romain-de-Colbosc      | Grosmesnil (canton de Saint-Romain)                        | fusion                                                         | 13 août 1823 (Ordonnance)                                  | 13 août 1823 (Ordonnance)                                  |
| Saint-Romain-de-Colbosc      | Saint-Michel-du-Haizel                                     | fusion                                                         | 13 août 1823 (Ordonnance)                                  | 13 août 1823 (Ordonnance)                                  |
| Tourville                    | Tourville (canton de Fécamp)                               | fusion                                                         | 13 août 1823 (Ordonnance)                                  | 13 août 1823 (Ordonnance)                                  |
| Tourville                    | Igneauville                                                | fusion                                                         | 13 août 1823 (Ordonnance)                                  | 13 août 1823 (Ordonnance)                                  |
| Tourville                    | Mesmoulins                                                 | fusion                                                         | 13 août 1823 (Ordonnance)                                  | 13 août 1823 (Ordonnance)                                  |
| Ancretiéville-Saint-Victor   | Ancretiéville-l'Esneval                                    | fusion                                                         | 30 juillet 1823 (Ordonnance)                               | 30 juillet 1823 (Ordonnance)                               |
| Ancretiéville-Saint-Victor   | Saint-Victor-la-Campagne                                   | fusion                                                         | 30 juillet 1823 (Ordonnance)                               | 30 juillet 1823 (Ordonnance)                               |
| Bailleul-Neuville            | Bailleul                                                   | fusion                                                         | 30 juillet 1823 (Ordonnance)                               | 30 juillet 1823 (Ordonnance)                               |
| Bailleul-Neuville            | Neuville-sur-Eaulne                                        | fusion                                                         | 30 juillet 1823 (Ordonnance)                               | 30 juillet 1823 (Ordonnance)                               |
| Frichemesnil                 | Frichemesnil                                               | fusion                                                         | 30 juillet 1823 (Ordonnance)                               | 30 juillet 1823 (Ordonnance)                               |
| Frichemesnil                 | Ormesnil-sur-Cailly                                        | fusion                                                         | 30 juillet 1823 (Ordonnance)                               | 30 juillet 1823 (Ordonnance)                               |
| Rocquemont                   | Rocquemont                                                 | fusion                                                         | 30 juillet 1823 (Ordonnance)                               | 30 juillet 1823 (Ordonnance)                               |
| Rocquemont                   | Beaumont-Beuzemouchel                                      | fusion                                                         | 30 juillet 1823 (Ordonnance)                               | 30 juillet 1823 (Ordonnance)                               |
| Saint-Aubin-Routot           | Saint-Aubin-des-Cercueils                                  | fusion                                                         | 30 juillet 1823 (Ordonnance) 24 décembre 1823 (Ordonnance) | 30 juillet 1823 (Ordonnance) 24 décembre 1823 (Ordonnance) |
| Saint-Aubin-Routot           | Routot                                                     | fusion                                                         | 30 juillet 1823 (Ordonnance) 24 décembre 1823 (Ordonnance) | 30 juillet 1823 (Ordonnance) 24 décembre 1823 (Ordonnance) |
| Saint-Aubin-Routot           | Beaucamp                                                   | fusion                                                         | 30 juillet 1823 (Ordonnance) 24 décembre 1823 (Ordonnance) | 30 juillet 1823 (Ordonnance) 24 décembre 1823 (Ordonnance) |
| Grainville-Ymauville         | Grainville-l'Alouette                                      | fusion                                                         | 25 juin 1823 (Ordonnance)                                  | 25 juin 1823 (Ordonnance)                                  |
| Grainville-Ymauville         | Ymauville                                                  | fusion                                                         | 25 juin 1823 (Ordonnance)                                  | 25 juin 1823 (Ordonnance)                                  |
| Envermeu                     | Envermeu                                                   | fusion                                                         | 28 mai 1823 (Ordonnance)                                   | 28 mai 1823 (Ordonnance)                                   |
| Envermeu                     | Auberville-sur-Eaulne                                      | fusion                                                         | 28 mai 1823 (Ordonnance)                                   | 28 mai 1823 (Ordonnance)                                   |
| Mesnil-Panneville            | Le Mesnil-Durécu                                           | fusion                                                         | 14 mai 1823 (Ordonnance)                                   | 14 mai 1823 (Ordonnance)                                   |
| Mesnil-Panneville            | Panneville                                                 | fusion                                                         | 14 mai 1823 (Ordonnance)                                   | 14 mai 1823 (Ordonnance)                                   |
| Mesnil-Panneville            | Cidetot                                                    | fusion                                                         | 14 mai 1823 (Ordonnance)                                   | 14 mai 1823 (Ordonnance)                                   |
| Saint-Pierre-des-Jonquières  | Saint-Pierre-des-Jonquières                                | fusion                                                         | 14 mai 1823 (Ordonnance)                                   | 14 mai 1823 (Ordonnance)                                   |
| Saint-Pierre-des-Jonquières  | Parfondeval                                                | fusion                                                         | 14 mai 1823 (Ordonnance)                                   | 14 mai 1823 (Ordonnance)                                   |
| Saint-Pierre-des-Jonquières  | La Trinité-des-Jonquières                                  | fusion                                                         | 14 mai 1823 (Ordonnance)                                   | 14 mai 1823 (Ordonnance)                                   |
| Saint-Rémy-Boscrocourt       | Saint-Rémy-en-Campagne                                     | fusion                                                         | 14 mai 1823 (Ordonnance)                                   | 14 mai 1823 (Ordonnance)                                   |
| Saint-Rémy-Boscrocourt       | Boscrocourt                                                | fusion                                                         | 14 mai 1823 (Ordonnance)                                   | 14 mai 1823 (Ordonnance)                                   |
| Saumont-la-Poterie           | Saumont-la-Poterie                                         | fusion                                                         | 14 mai 1823 (Ordonnance)                                   | 14 mai 1823 (Ordonnance)                                   |
| Saumont-la-Poterie           | Abancourt                                                  | fusion                                                         | 14 mai 1823 (Ordonnance)                                   | 14 mai 1823 (Ordonnance)                                   |
| Saint-Martin-le-Gaillard     | Saint-Martin-le-Gaillard                                   | fusion                                                         | 23 avril 1823 (Ordonnance)                                 | 23 avril 1823 (Ordonnance)                                 |
| Saint-Martin-le-Gaillard     | Saint-Sulpice-sur-Yères                                    | fusion                                                         | 23 avril 1823 (Ordonnance)                                 | 23 avril 1823 (Ordonnance)                                 |
| Sasseville                   | Sasseville                                                 | fusion                                                         | 23 avril 1823 (Ordonnance)                                 | 23 avril 1823 (Ordonnance)                                 |
| Sasseville                   | Flamanvillette                                             | fusion                                                         | 23 avril 1823 (Ordonnance)                                 | 23 avril 1823 (Ordonnance)                                 |
| Boos                         | Boos                                                       | fusion                                                         | 16 avril 1823 (Ordonnance)                                 | 16 avril 1823 (Ordonnance)                                 |
| Boos                         | Franquevillette                                            | fusion                                                         | 16 avril 1823 (Ordonnance)                                 | 16 avril 1823 (Ordonnance)                                 |
| Maulévrier                   | Maulévrier                                                 | fusion                                                         | 16 avril 1823 (Ordonnance)                                 | 16 avril 1823 (Ordonnance)                                 |
| Maulévrier                   | Sainte-Gertrude                                            | fusion                                                         | 16 avril 1823 (Ordonnance)                                 | 16 avril 1823 (Ordonnance)                                 |
| Neuf-Marché                  | Neuf-Marché                                                | fusion                                                         | 16 avril 1823 (Ordonnance)                                 | 16 avril 1823 (Ordonnance)                                 |
| Neuf-Marché                  | Vardes                                                     | fusion                                                         | 16 avril 1823 (Ordonnance)                                 | 16 avril 1823 (Ordonnance)                                 |
| Octeville                    | Octeville                                                  | fusion                                                         | 16 avril 1823 (Ordonnance)                                 | 16 avril 1823 (Ordonnance)                                 |
| Octeville                    | Saint-Supplix                                              | fusion                                                         | 16 avril 1823 (Ordonnance)                                 | 16 avril 1823 (Ordonnance)                                 |
| Auzouville-l'Esneval         | Auzouville-l'Esneval                                       | fusion                                                         | 2 avril 1823 (Ordonnance)                                  | 2 avril 1823 (Ordonnance)                                  |
| Auzouville-l'Esneval         | Saint-Étienne-le-Vieux                                     | fusion                                                         | 2 avril 1823 (Ordonnance)                                  | 2 avril 1823 (Ordonnance)                                  |
| Criquetot-sur-Longueville    | Criquetot-sur-Longueville                                  | fusion                                                         | 2 avril 1823 (Ordonnance)                                  | 2 avril 1823 (Ordonnance)                                  |
| Criquetot-sur-Longueville    | Crespeville                                                | fusion                                                         | 2 avril 1823 (Ordonnance)                                  | 2 avril 1823 (Ordonnance)                                  |
| Luneray                      | Luneray                                                    | fusion                                                         | 2 avril 1823 (Ordonnance)                                  | 2 avril 1823 (Ordonnance)                                  |
| Luneray                      | Canteleu (canton de Bacqueville)                           | fusion                                                         | 2 avril 1823 (Ordonnance)                                  | 2 avril 1823 (Ordonnance)                                  |
| Nesle-Normandeuse            | Nesle-Normandeuse                                          | fusion                                                         | 2 avril 1823 (Ordonnance)                                  | 2 avril 1823 (Ordonnance)                                  |
| Nesle-Normandeuse            | Bourbel                                                    | fusion                                                         | 2 avril 1823 (Ordonnance)                                  | 2 avril 1823 (Ordonnance)                                  |
| Saint-Paër                   | Saint-Paër                                                 | fusion                                                         | 2 avril 1823 (Ordonnance)                                  | 2 avril 1823 (Ordonnance)                                  |
| Saint-Paër                   | L'Aulnay                                                   | fusion                                                         | 2 avril 1823 (Ordonnance)                                  | 2 avril 1823 (Ordonnance)                                  |
| Saint-Paër                   | Les Vieux                                                  | fusion                                                         | 2 avril 1823 (Ordonnance)                                  | 2 avril 1823 (Ordonnance)                                  |
| Bertreville-Saint-Ouen       | Bertreville-sous-Venise                                    | fusion                                                         | 19 mars 1823 (Ordonnance)                                  | 19 mars 1823 (Ordonnance)                                  |
| Bertreville-Saint-Ouen       | Saint-Ouen-Prend-en-Bourse                                 | fusion                                                         | 19 mars 1823 (Ordonnance)                                  | 19 mars 1823 (Ordonnance)                                  |
| Saâne-Saint-Just             | Bourg-de-Saâne                                             | fusion                                                         | 19 mars 1823 (Ordonnance) 30 juillet 1823 (Ordonnance)     | 19 mars 1823 (Ordonnance) 30 juillet 1823 (Ordonnance)     |
| Saâne-Saint-Just             | Saint-Just-sur-Saâne                                       | fusion                                                         | 19 mars 1823 (Ordonnance) 30 juillet 1823 (Ordonnance)     | 19 mars 1823 (Ordonnance) 30 juillet 1823 (Ordonnance)     |
| Yquebeuf                     | Yquebeuf                                                   | fusion                                                         | 20 février 1823 (Ordonnance)                               | 20 février 1823 (Ordonnance)                               |
| Yquebeuf                     | Colmare                                                    | fusion                                                         | 20 février 1823 (Ordonnance)                               | 20 février 1823 (Ordonnance)                               |
| Carville-Pot-de-Fer          | Carville-Pot-de-Fer                                        | fusion                                                         | 5 février 1823 (Ordonnance)                                | 5 février 1823 (Ordonnance)                                |
| Carville-Pot-de-Fer          | Attemesnil                                                 | fusion                                                         | 5 février 1823 (Ordonnance)                                | 5 février 1823 (Ordonnance)                                |
| Goupillières                 | Goupillières                                               | fusion                                                         | 5 février 1823 (Ordonnance)                                | 5 février 1823 (Ordonnance)                                |
| Goupillières                 | Renfeugères                                                | fusion                                                         | 5 février 1823 (Ordonnance)                                | 5 février 1823 (Ordonnance)                                |
| Rouvray                      | Rouvray                                                    | fusion                                                         | 5 février 1823 (Ordonnance)                                | 5 février 1823 (Ordonnance)                                |
| Rouvray                      | Catillon                                                   | fusion                                                         | 5 février 1823 (Ordonnance)                                | 5 février 1823 (Ordonnance)                                |
| Bosc-Guérard-Saint-Adrien    | Le Bosc-Guérard                                            | fusion                                                         | 29 janvier 1823 (Ordonnance)                               | 29 janvier 1823 (Ordonnance)                               |
| Bosc-Guérard-Saint-Adrien    | Les Authieux-Saint-Adrien-du-Bosc-Theroulde                | fusion                                                         | 29 janvier 1823 (Ordonnance)                               | 29 janvier 1823 (Ordonnance)                               |
| Marques                      | Marques                                                    | fusion                                                         | 29 janvier 1823 (Ordonnance)                               | 29 janvier 1823 (Ordonnance)                               |
| Marques                      | Barques                                                    | fusion                                                         | 29 janvier 1823 (Ordonnance)                               | 29 janvier 1823 (Ordonnance)                               |
| Saint-Aubin-Épinay           | Saint-Aubin-la-Rivière                                     | fusion                                                         | 29 janvier 1823 (Ordonnance)                               | 29 janvier 1823 (Ordonnance)                               |
| Saint-Aubin-Épinay           | Épinay-sur-Aubette                                         | fusion                                                         | 29 janvier 1823 (Ordonnance)                               | 29 janvier 1823 (Ordonnance)                               |
| Buchy                        | Buchy                                                      | fusion                                                         | 8 janvier 1823 (Ordonnance)                                | 8 janvier 1823 (Ordonnance)                                |
| Buchy                        | Saint-Martin-du-Plessis (transféré à Estouteville en 1830) | fusion                                                         | 8 janvier 1823 (Ordonnance)                                | 8 janvier 1823 (Ordonnance)                                |
| Colleville                   | Colleville                                                 | fusion                                                         | 8 janvier 1823 (Ordonnance)                                | 8 janvier 1823 (Ordonnance)                                |
| Colleville                   | Vattecrit                                                  | fusion                                                         | 8 janvier 1823 (Ordonnance)                                | 8 janvier 1823 (Ordonnance)                                |
| Les Essarts-Varimpré         | Les Essarts-la-Belloye                                     | fusion                                                         | 8 janvier 1823 (Ordonnance)                                | 8 janvier 1823 (Ordonnance)                                |
| Les Essarts-Varimpré         | Varimpré                                                   | fusion                                                         | 8 janvier 1823 (Ordonnance)                                | 8 janvier 1823 (Ordonnance)                                |
| Flamets-Frétils              | Flamets                                                    | fusion                                                         | 8 janvier 1823 (Ordonnance)                                | 8 janvier 1823 (Ordonnance)                                |
| Flamets-Frétils              | Les Frétils                                                | fusion                                                         | 8 janvier 1823 (Ordonnance)                                | 8 janvier 1823 (Ordonnance)                                |
| Héronchelles                 | Héronchelles                                               | fusion                                                         | 8 janvier 1823 (Ordonnance)                                | 8 janvier 1823 (Ordonnance)                                |
| Héronchelles                 | Chef-de-l'Eau                                              | fusion                                                         | 8 janvier 1823 (Ordonnance)                                | 8 janvier 1823 (Ordonnance)                                |
| Londinières                  | Londinières                                                | fusion                                                         | 8 janvier 1823 (Ordonnance)                                | 8 janvier 1823 (Ordonnance)                                |
| Londinières                  | Boissay-sur-Eaulne                                         | fusion                                                         | 8 janvier 1823 (Ordonnance)                                | 8 janvier 1823 (Ordonnance)                                |
| Saint-André-sur-Cailly       | Saint-André-sur-Cailly                                     | fusion                                                         | 8 janvier 1823 (Ordonnance)                                | 8 janvier 1823 (Ordonnance)                                |
| Saint-André-sur-Cailly       | Saint-Jean-sur-Cailly                                      | fusion                                                         | 8 janvier 1823 (Ordonnance)                                | 8 janvier 1823 (Ordonnance)                                |
| Saint-Martin-Osmonville      | Saint-Martin-le-Blanc                                      | fusion                                                         | 8 janvier 1823 (Ordonnance)                                | 8 janvier 1823 (Ordonnance)                                |
| Saint-Martin-Osmonville      | Osmonville                                                 | fusion                                                         | 8 janvier 1823 (Ordonnance)                                | 8 janvier 1823 (Ordonnance)                                |
| Saint-Martin-Osmonville      | La Prée                                                    | fusion                                                         | 8 janvier 1823 (Ordonnance)                                | 8 janvier 1823 (Ordonnance)                                |
| Sainte-Beuve-en-Rivière      | Sainte-Beuve-en-Rivière                                    | fusion                                                         | 8 janvier 1823 (Ordonnance)                                | 8 janvier 1823 (Ordonnance)                                |
| Sainte-Beuve-en-Rivière      | Épinay-sous-Mortemer                                       | fusion                                                         | 8 janvier 1823 (Ordonnance)                                | 8 janvier 1823 (Ordonnance)                                |
| Varneville-Bretteville       | Varneville-les-Grès                                        | fusion                                                         | 8 janvier 1823 (Ordonnance)                                | 8 janvier 1823 (Ordonnance)                                |
| Varneville-Bretteville       | Bretteville-du-Petit-Caux                                  | fusion                                                         | 8 janvier 1823 (Ordonnance)                                | 8 janvier 1823 (Ordonnance)                                |
| La Ferté-Saint-Samson        | La Ferté-en-Bray                                           | fusion                                                         | 1823                                                       | 1823                                                       |
| La Ferté-Saint-Samson        | Saint-Samson                                               | fusion                                                         | 1823                                                       | 1823                                                       |
| Landes-Vieilles-et-Neuves    | Neuves-Landes                                              | fusion                                                         | 1823                                                       | 1823                                                       |
| Landes-Vieilles-et-Neuves    | Vieilles-Landes                                            | fusion                                                         | 1823                                                       | 1823                                                       |
| Brametot                     | Brametot                                                   | fusion                                                         | 25 décembre 1822 (Ordonnance)                              | 25 décembre 1822 (Ordonnance)                              |
| Brametot                     | Grainville-la-Renard                                       | fusion                                                         | 25 décembre 1822 (Ordonnance)                              | 25 décembre 1822 (Ordonnance)                              |
| Le Caule-les-Ventes          | Le Caule                                                   | fusion                                                         | 25 décembre 1822 (Ordonnance)                              | 25 décembre 1822 (Ordonnance)                              |
| Le Caule-les-Ventes          | Les Ventes-Mésangères                                      | fusion                                                         | 25 décembre 1822 (Ordonnance)                              | 25 décembre 1822 (Ordonnance)                              |
| Incheville                   | Incheville                                                 | fusion                                                         | 25 décembre 1822 (Ordonnance)                              | 25 décembre 1822 (Ordonnance)                              |
| Incheville                   | Gousseauville                                              | fusion                                                         | 25 décembre 1822 (Ordonnance)                              | 25 décembre 1822 (Ordonnance)                              |
| Saint-Ouen-le-Mauger         | Saint-Ouen-le-Mauger                                       | fusion                                                         | 25 décembre 1822 (Ordonnance)                              | 25 décembre 1822 (Ordonnance)                              |
| Saint-Ouen-le-Mauger         | Herbouville                                                | fusion                                                         | 25 décembre 1822 (Ordonnance)                              | 25 décembre 1822 (Ordonnance)                              |
| Authieux-Ratiéville          | Les Authieux-sur-Clères                                    | fusion                                                         | 18 décembre 1822 (Ordonnance)                              | 18 décembre 1822 (Ordonnance)                              |
| Authieux-Ratiéville          | Ratiéville                                                 | fusion                                                         | 18 décembre 1822 (Ordonnance)                              | 18 décembre 1822 (Ordonnance)                              |
| Blainville-Crevon            | Blainville                                                 | fusion                                                         | 18 décembre 1822 (Ordonnance)                              | 18 décembre 1822 (Ordonnance)                              |
| Blainville-Crevon            | Crevon                                                     | fusion                                                         | 18 décembre 1822 (Ordonnance)                              | 18 décembre 1822 (Ordonnance)                              |
| Morgny-la-Pommeraye          | Morgny                                                     | fusion                                                         | 18 décembre 1822 (Ordonnance)                              | 18 décembre 1822 (Ordonnance)                              |
| Morgny-la-Pommeraye          | La Pommeraye                                               | fusion                                                         | 18 décembre 1822 (Ordonnance)                              | 18 décembre 1822 (Ordonnance)                              |
| Ronchois                     | Ronchois                                                   | fusion                                                         | 18 décembre 1822 (Ordonnance)                              | 18 décembre 1822 (Ordonnance)                              |
| Ronchois                     | Ormenil                                                    | fusion                                                         | 18 décembre 1822 (Ordonnance)                              | 18 décembre 1822 (Ordonnance)                              |
| Saint-Martin-le-Gaillard     | Saint-Martin-le-Gaillard                                   | fusion                                                         | 18 décembre 1822 (Ordonnance)                              | 18 décembre 1822 (Ordonnance)                              |
| Saint-Martin-le-Gaillard     | Auberville-sur-Yères                                       | fusion                                                         | 18 décembre 1822 (Ordonnance)                              | 18 décembre 1822 (Ordonnance)                              |
| Saint-Pierre-de-Franqueville | Saint-Pierre-de-Franqueville                               | fusion                                                         | 18 décembre 1822 (Ordonnance)                              | 18 décembre 1822 (Ordonnance)                              |
| Saint-Pierre-de-Franqueville | Notre-Dame-de-Franqueville (commune rétablie en 1851)      | fusion                                                         | 18 décembre 1822 (Ordonnance)                              | 18 décembre 1822 (Ordonnance)                              |
| Longueville                  | Longueville                                                | fusion                                                         | 11 décembre 1822 (Ordonnance)                              | 11 décembre 1822 (Ordonnance)                              |
| Longueville                  | Vaudreville                                                | fusion                                                         | 11 décembre 1822 (Ordonnance)                              | 11 décembre 1822 (Ordonnance)                              |
| Bosc-Mesnil                  | Bosc-Mesnil                                                | fusion                                                         | 4 décembre 1822 (Ordonnance)                               | 4 décembre 1822 (Ordonnance)                               |
| Bosc-Mesnil                  | Perduville                                                 | fusion                                                         | 4 décembre 1822 (Ordonnance)                               | 4 décembre 1822 (Ordonnance)                               |
| Bourg-Dun                    | Bourg-Dun                                                  | fusion                                                         | 4 décembre 1822 (Ordonnance)                               | 4 décembre 1822 (Ordonnance)                               |
| Bourg-Dun                    | Flainville (ou Saint-Denis-du-Val)                         | fusion                                                         | 4 décembre 1822 (Ordonnance)                               | 4 décembre 1822 (Ordonnance)                               |
| Brachy                       | Brachy                                                     | fusion                                                         | 4 décembre 1822 (Ordonnance)                               | 4 décembre 1822 (Ordonnance)                               |
| Brachy                       | Gourel                                                     | fusion                                                         | 4 décembre 1822 (Ordonnance)                               | 4 décembre 1822 (Ordonnance)                               |
| Brachy                       | Saint-Ouen-sur-Brachy                                      | fusion                                                         | 4 décembre 1822 (Ordonnance)                               | 4 décembre 1822 (Ordonnance)                               |
| Dampierre                    | Dampierre                                                  | fusion                                                         | 4 décembre 1822 (Ordonnance)                               | 4 décembre 1822 (Ordonnance)                               |
| Dampierre                    | Beuvreuil                                                  | fusion                                                         | 4 décembre 1822 (Ordonnance)                               | 4 décembre 1822 (Ordonnance)                               |
| Sauchay                      | Sauchay-le-Bas                                             | fusion                                                         | 4 décembre 1822 (Ordonnance)                               | 4 décembre 1822 (Ordonnance)                               |
| Sauchay                      | Sauchay-le-Haut                                            | fusion                                                         | 4 décembre 1822 (Ordonnance)                               | 4 décembre 1822 (Ordonnance)                               |
| Touffreville-la-Corbeline    | Touffreville-la-Corbeline                                  | fusion                                                         | 4 décembre 1822 (Ordonnance)                               | 4 décembre 1822 (Ordonnance)                               |
| Touffreville-la-Corbeline    | Vertbosc                                                   | fusion                                                         | 4 décembre 1822 (Ordonnance)                               | 4 décembre 1822 (Ordonnance)                               |
| Ancretiéville-l'Esneval      | Ancretiéville-l'Esneval                                    | fusion                                                         | 27 novembre 1822 (Ordonnance)                              | 27 novembre 1822 (Ordonnance)                              |
| Ancretiéville-l'Esneval      | Frettemeule                                                | fusion                                                         | 27 novembre 1822 (Ordonnance)                              | 27 novembre 1822 (Ordonnance)                              |
| La Chaussée                  | La Chaussée                                                | fusion                                                         | 27 novembre 1822 (Ordonnance)                              | 27 novembre 1822 (Ordonnance)                              |
| La Chaussée                  | Le Bois-Hulin                                              | fusion                                                         | 27 novembre 1822 (Ordonnance)                              | 27 novembre 1822 (Ordonnance)                              |
| Gancourt-Saint-Étienne       | Saint-Martin-de-Gancourt                                   | fusion                                                         | 27 novembre 1822 (Ordonnance)                              | 27 novembre 1822 (Ordonnance)                              |
| Gancourt-Saint-Étienne       | Bouricourt                                                 | fusion                                                         | 27 novembre 1822 (Ordonnance)                              | 27 novembre 1822 (Ordonnance)                              |
| Gancourt-Saint-Étienne       | Saint-Étienne-des-Prés                                     | fusion                                                         | 27 novembre 1822 (Ordonnance)                              | 27 novembre 1822 (Ordonnance)                              |
| Valmont                      | Valmont                                                    | fusion                                                         | 27 novembre 1822 (Ordonnance)                              | 27 novembre 1822 (Ordonnance)                              |
| Valmont                      | Saint-Ouen-au-Bosc                                         | fusion                                                         | 27 novembre 1822 (Ordonnance)                              | 27 novembre 1822 (Ordonnance)                              |
| Bellengreville               | Bellengreville                                             | fusion                                                         | 13 novembre 1822 (Ordonnance)                              | 13 novembre 1822 (Ordonnance)                              |
| Bellengreville               | Inerville                                                  | fusion                                                         | 13 novembre 1822 (Ordonnance)                              | 13 novembre 1822 (Ordonnance)                              |
| Bellengreville               | Saint-Sulpice-de-Bellengrevillette                         | fusion                                                         | 13 novembre 1822 (Ordonnance)                              | 13 novembre 1822 (Ordonnance)                              |
| Envermeu                     | Envermeu                                                   | fusion                                                         | 13 novembre 1822 (Ordonnance)                              | 13 novembre 1822 (Ordonnance)                              |
| Envermeu                     | Hybouville                                                 | fusion                                                         | 13 novembre 1822 (Ordonnance)                              | 13 novembre 1822 (Ordonnance)                              |
| Envermeu                     | Saint-Laurent-d'Envermeu                                   | fusion                                                         | 13 novembre 1822 (Ordonnance)                              | 13 novembre 1822 (Ordonnance)                              |
| Douvrend                     | Douvrend                                                   | fusion                                                         | 6 novembre 1822 (Ordonnance)                               | 6 novembre 1822 (Ordonnance)                               |
| Douvrend                     | Angreville                                                 | fusion                                                         | 6 novembre 1822 (Ordonnance)                               | 6 novembre 1822 (Ordonnance)                               |
| Bretteville-Saint-Laurent    | Bretteville-Saint-Laurent                                  | fusion                                                         | 30 octobre 1822 (Ordonnance)                               | 30 octobre 1822 (Ordonnance)                               |
| Bretteville-Saint-Laurent    | Bauville-la-Cité                                           | fusion                                                         | 30 octobre 1822 (Ordonnance)                               | 30 octobre 1822 (Ordonnance)                               |
| Villy-le-Bas                 | Villy-le-Bas                                               | fusion                                                         | 16 octobre 1822 (Ordonnance)                               | 16 octobre 1822 (Ordonnance)                               |
| Villy-le-Bas                 | Val-du-Roy                                                 | fusion                                                         | 16 octobre 1822 (Ordonnance)                               | 16 octobre 1822 (Ordonnance)                               |
| Yerville                     | Yerville                                                   | fusion                                                         | 2 octobre 1822 (Ordonnance)                                | 2 octobre 1822 (Ordonnance)                                |
| Yerville                     | Thibermesnil                                               | fusion                                                         | 2 octobre 1822 (Ordonnance)                                | 2 octobre 1822 (Ordonnance)                                |
| Daubeuf-Serville             | Daubeuf-le-Sec                                             | fusion                                                         | 4 septembre 1822 (Ordonnance)                              | 4 septembre 1822 (Ordonnance)                              |
| Daubeuf-Serville             | Serville                                                   | fusion                                                         | 4 septembre 1822 (Ordonnance)                              | 4 septembre 1822 (Ordonnance)                              |
| Rouxmesnil-Bouteilles        | Rouxmesnil (canton d'Offranville)                          | fusion                                                         | 28 août 1822 (Ordonnance)                                  | 28 août 1822 (Ordonnance)                                  |
| Rouxmesnil-Bouteilles        | Bouteilles                                                 | fusion                                                         | 28 août 1822 (Ordonnance)                                  | 28 août 1822 (Ordonnance)                                  |
| Hautot-sur-Mer               | Hautot-sur-Mer                                             | fusion                                                         | 7 août 1822 (Ordonnance)                                   | 7 août 1822 (Ordonnance)                                   |
| Hautot-sur-Mer               | Appeville-le-Petit                                         | fusion                                                         | 7 août 1822 (Ordonnance)                                   | 7 août 1822 (Ordonnance)                                   |
| Hautot-sur-Mer               | Pourville                                                  | fusion                                                         | 7 août 1822 (Ordonnance)                                   | 7 août 1822 (Ordonnance)                                   |
| Ouville-l'Abbaye             | Ouville-l'Abbaye                                           | fusion                                                         | 7 août 1822 (Ordonnance)                                   | 7 août 1822 (Ordonnance)                                   |
| Ouville-l'Abbaye             | Mondebourg                                                 | fusion                                                         | 7 août 1822 (Ordonnance)                                   | 7 août 1822 (Ordonnance)                                   |
| Saint-Aubin-sur-Mer          | Saint-Aubin-sur-Mer                                        | fusion                                                         | 31 juillet 1822 (Ordonnance)                               | 31 juillet 1822 (Ordonnance)                               |
| Saint-Aubin-sur-Mer          | Épineville                                                 | fusion                                                         | 31 juillet 1822 (Ordonnance)                               | 31 juillet 1822 (Ordonnance)                               |
| Le Mesnil-Durécu             | Le Mesnil-Durécu                                           | fusion                                                         | 10 juillet 1822 (Ordonnance)                               | 10 juillet 1822 (Ordonnance)                               |
| Le Mesnil-Durécu             | Hardouville                                                | fusion                                                         | 10 juillet 1822 (Ordonnance)                               | 10 juillet 1822 (Ordonnance)                               |
| Sainte-Marguerite            | Sainte-Marguerite                                          | fusion                                                         | 26 juin 1822 (Ordonnance)                                  | 26 juin 1822 (Ordonnance)                                  |
| Sainte-Marguerite            | Blancmesnil                                                | fusion                                                         | 26 juin 1822 (Ordonnance)                                  | 26 juin 1822 (Ordonnance)                                  |
| Pissy-Pôville                | Pissy                                                      | fusion                                                         | 22 mai 1822 (Ordonnance)                                   | 22 mai 1822 (Ordonnance)                                   |
| Pissy-Pôville                | Pôville                                                    | fusion                                                         | 22 mai 1822 (Ordonnance)                                   | 22 mai 1822 (Ordonnance)                                   |
| Derchigny                    | Derchigny                                                  | fusion                                                         | 15 mai 1822 (Ordonnance)                                   | 15 mai 1822 (Ordonnance)                                   |
| Derchigny                    | Graincourt                                                 | fusion                                                         | 15 mai 1822 (Ordonnance)                                   | 15 mai 1822 (Ordonnance)                                   |
| Ambrumesnil                  | Ambrumesnil                                                | fusion                                                         | 24 avril 1822 (Ordonnance)                                 | 24 avril 1822 (Ordonnance)                                 |
| Ambrumesnil                  | Ribeuf                                                     | fusion                                                         | 24 avril 1822 (Ordonnance)                                 | 24 avril 1822 (Ordonnance)                                 |
| Aubermesnil                  | Aubermesnil                                                | fusion                                                         | 24 avril 1822 (Ordonnance)                                 | 24 avril 1822 (Ordonnance)                                 |
| Aubermesnil                  | Beaumais                                                   | fusion                                                         | 24 avril 1822 (Ordonnance)                                 | 24 avril 1822 (Ordonnance)                                 |
| Mont-Saint-Aignan            | Le Mont-aux-Malades                                        | fusion                                                         | 20 janvier 1819 (Ordonnance)                               | 20 janvier 1819 (Ordonnance)                               |
| Mont-Saint-Aignan            | Saint-Aignan-lès-Rouen                                     | fusion                                                         | 20 janvier 1819 (Ordonnance)                               | 20 janvier 1819 (Ordonnance)                               |
| Notre-Dame-de-Bondeville     | Notre-Dame-de-Bondeville                                   | fusion                                                         | 18 décembre 1815 (Ordonnance)                              | 18 décembre 1815 (Ordonnance)                              |
| Notre-Dame-de-Bondeville     | Saint-Denis-de-Bondeville (une partie)                     | fusion                                                         | 18 décembre 1815 (Ordonnance)                              | 18 décembre 1815 (Ordonnance)                              |
| Le Houlme                    | Le Houlme                                                  | fusion                                                         | 18 décembre 1815 (Ordonnance)                              | 18 décembre 1815 (Ordonnance)                              |
| Le Houlme                    | Saint-Denis-de-Bondeville (une partie)                     | fusion                                                         | 18 décembre 1815 (Ordonnance)                              | 18 décembre 1815 (Ordonnance)                              |
| Maromme                      | Maromme                                                    | fusion                                                         | 18 décembre 1815 (Ordonnance)                              | 18 décembre 1815 (Ordonnance)                              |
| Maromme                      | Saint-Denis-de-Bondeville (une partie)                     | fusion                                                         | 18 décembre 1815 (Ordonnance)                              | 18 décembre 1815 (Ordonnance)                              |
| Le Mont-aux-Malades          | Le Mont-aux-Malades                                        | fusion                                                         | 18 décembre 1815 (Ordonnance)                              | 18 décembre 1815 (Ordonnance)                              |
| Le Mont-aux-Malades          | Saint-Denis-de-Bondeville (une partie)                     | fusion                                                         | 18 décembre 1815 (Ordonnance)                              | 18 décembre 1815 (Ordonnance)                              |
| Saint-Aignan-lès-Rouen       | Saint-Aignan-lès-Rouen                                     | fusion                                                         | 18 décembre 1815 (Ordonnance)                              | 18 décembre 1815 (Ordonnance)                              |
| Saint-Aignan-lès-Rouen       | Saint-Denis-de-Bondeville (une partie)                     | fusion                                                         | 18 décembre 1815 (Ordonnance)                              | 18 décembre 1815 (Ordonnance)                              |
| Saint-Jean-du-Cardonnay      | Saint-Jean-du-Cardonnay                                    | fusion                                                         | 18 décembre 1815 (Ordonnance)                              | 18 décembre 1815 (Ordonnance)                              |
| Saint-Jean-du-Cardonnay      | Saint-Denis-de-Bondeville (une partie)                     | fusion                                                         | 18 décembre 1815 (Ordonnance)                              | 18 décembre 1815 (Ordonnance)                              |
| Belbeuf                      | Belbeuf                                                    | fusion                                                         | 4 janvier 1815 (Ordonnance)                                | 4 janvier 1815 (Ordonnance)                                |
| Belbeuf                      | Saint-Crespin-du-Becquet                                   | fusion                                                         | 4 janvier 1815 (Ordonnance)                                | 4 janvier 1815 (Ordonnance)                                |
| Roumare                      | Roumare                                                    | fusion                                                         | 24 septembre 1814 (Ordonnance)                             | 24 septembre 1814 (Ordonnance)                             |
| Roumare                      | Saint-Thomas-la-Chaussée                                   | fusion                                                         | 24 septembre 1814 (Ordonnance)                             | 24 septembre 1814 (Ordonnance)                             |
| Grigneuseville               | Grigneuseville                                             | fusion                                                         | 3 décembre 1813 (Décret)                                   | 3 décembre 1813 (Décret)                                   |
| Grigneuseville               | Louvetot (canton de Bellencombre)                          | fusion                                                         | 3 décembre 1813 (Décret)                                   | 3 décembre 1813 (Décret)                                   |
| Saint-Hellier                | Saint-Hellier                                              | fusion                                                         | 3 décembre 1813 (Décret),                                  | 3 décembre 1813 (Décret),                                  |
| Saint-Hellier                | La Fresnaye                                                | fusion                                                         | 3 décembre 1813 (Décret),                                  | 3 décembre 1813 (Décret),                                  |
| Saint-Hellier                | Orival-sous-Bellencombre                                   | fusion                                                         | 3 décembre 1813 (Décret),                                  | 3 décembre 1813 (Décret),                                  |
| Beaumont-le-Hareng           | Beaumont-le-Hareng                                         | fusion                                                         | 6 septembre 1813 (Décret)                                  | 6 septembre 1813 (Décret)                                  |
| Beaumont-le-Hareng           | Beuzeville-la-Giffard                                      | fusion                                                         | 6 septembre 1813 (Décret)                                  | 6 septembre 1813 (Décret)                                  |
| Bosc-le-Hard                 | Bosc-le-Hard                                               | fusion                                                         | 6 septembre 1813 (Décret)                                  | 6 septembre 1813 (Décret)                                  |
| Bosc-le-Hard                 | Augeville                                                  | fusion                                                         | 6 septembre 1813 (Décret)                                  | 6 septembre 1813 (Décret)                                  |
| Malaunay                     | Malaunay                                                   | fusion                                                         | 6 septembre 1813 (Décret)                                  | 6 septembre 1813 (Décret)                                  |
| Malaunay                     | Notre-Dame-des-Champs                                      | fusion                                                         | 6 septembre 1813 (Décret)                                  | 6 septembre 1813 (Décret)                                  |
| Malaunay                     | Saint-Maurice (canton de Maromme)                          | fusion                                                         | 6 septembre 1813 (Décret)                                  | 6 septembre 1813 (Décret)                                  |
| Bellencombre                 | Bellencombre                                               | fusion                                                         | 14 août 1813 (Décret)                                      | 14 août 1813 (Décret)                                      |
| Bellencombre                 | Les Authieux-sous-Bellencombre                             | fusion                                                         | 14 août 1813 (Décret)                                      | 14 août 1813 (Décret)                                      |
| Bellencombre                 | La Grande-Heuze                                            | fusion                                                         | 14 août 1813 (Décret)                                      | 14 août 1813 (Décret)                                      |
| Bellencombre                 | Saint-Martin-sous-Bellencombre                             | fusion                                                         | 14 août 1813 (Décret)                                      | 14 août 1813 (Décret)                                      |
| Sévis                        | Sévis                                                      | fusion                                                         | 19 juin 1813 (Décret)                                      | 19 juin 1813 (Décret)                                      |
| Sévis                        | Basomesnil                                                 | fusion                                                         | 19 juin 1813 (Décret)                                      | 19 juin 1813 (Décret)                                      |
| La Bouille                   | La Bouille                                                 | fusion                                                         | 31 janvier 1813 (Décret)                                   | 31 janvier 1813 (Décret)                                   |
| La Bouille                   | Moulineaux (commune rétablie en 1837)                      | fusion                                                         | 31 janvier 1813 (Décret)                                   | 31 janvier 1813 (Décret)                                   |
| Saint-Pierre-Bénouville      | Saint-Pierre-Bénouville                                    | fusion                                                         | 31 juillet 1812 (Décret)                                   | 31 juillet 1812 (Décret)                                   |
| Saint-Pierre-Bénouville      | La Chapelle-Bénouville                                     | fusion                                                         | 31 juillet 1812 (Décret)                                   | 31 juillet 1812 (Décret)                                   |
| Tôtes                        | Tôtes                                                      | fusion                                                         | 13 octobre 1809 (Décret)                                   | 13 octobre 1809 (Décret)                                   |
| Tôtes                        | Bonnetot                                                   | fusion                                                         | 13 octobre 1809 (Décret)                                   | 13 octobre 1809 (Décret)                                   |
| Ponts-et-Marais              | Ponts-et-Marais                                            | fusion                                                         | Avant 1806                                                 | Avant 1806                                                 |
| Ponts-et-Marais              | Harancourt                                                 | fusion                                                         | Avant 1806                                                 | Avant 1806                                                 |
| Gournay                      | Gournay                                                    | fusion                                                         | 1795-1800                                                  | 1795-1800                                                  |
| Gournay                      | Alges                                                      | fusion                                                         | 1795-1800                                                  | 1795-1800                                                  |
| Harfleur                     | Harfleur                                                   | fusion                                                         | 1795-1800                                                  | 1795-1800                                                  |
| Harfleur                     | Colleville (canton de Harfleur-Montivilliers)              | fusion                                                         | 1795-1800                                                  | 1795-1800                                                  |
| Harfleur                     | La Pêcherie                                                | fusion                                                         | 1795-1800                                                  | 1795-1800                                                  |
| Harfleur                     | Porte-de-Lheure                                            | fusion                                                         | 1795-1800                                                  | 1795-1800                                                  |
| Montivilliers                | Montivilliers                                              | fusion                                                         | 1795-1800                                                  | 1795-1800                                                  |
| Montivilliers                | Porte-Assiguet                                             | fusion                                                         | 1795-1800                                                  | 1795-1800                                                  |
| Montivilliers                | Porte-Châtel                                               | fusion                                                         | 1795-1800                                                  | 1795-1800                                                  |
| Montivilliers                | Porte-Chef-de-Caux                                         | fusion                                                         | 1795-1800                                                  | 1795-1800                                                  |
| Haussez                      | Haussez                                                    | fusion                                                         | 1790-1794                                                  | 1790-1794                                                  |
| Haussez                      | Courcelles-Rançon                                          | fusion                                                         | 1790-1794                                                  | 1790-1794                                                  |
| La Chapelle-du-Bourgay       | La Chapelle                                                | fusion                                                         | 1790                                                       | 1790                                                       |
| La Chapelle-du-Bourgay       | Le Bourgay                                                 | fusion                                                         | 1790                                                       | 1790                                                       |

## Créations et rétablissements
| Nom de la commune créée                     | Commune affectée                                 | Mode de création              | Date (et nature) de la décision                                                                | Date d'effet               |
| ------------------------------------------- | ------------------------------------------------ | ----------------------------- | ---------------------------------------------------------------------------------------------- | -------------------------- |
| Saint-Lucien                                | Sigy-en-Bray                                     | Rétablissement                | 9 décembre 2016 (Arrêté)                                                                       | 1er janvier 2017           |
| Bihorel                                     | Bois-Guillaume-Bihorel (commune démembrée)       | Rétablissement et suppression | 18 juin 2013 (Tribunal administratif)                                                          | 31 décembre 2013           |
| Bois-Guillaume                              | Bois-Guillaume-Bihorel (commune démembrée)       | Rétablissement et suppression | 18 juin 2013 (Tribunal administratif)                                                          | 31 décembre 2013           |
| Argueil                                     | Argueil-Fry (commune démembrée)                  | Rétablissement et suppression | 12 décembre 1979 (Arrêté)                                                                      | 1er janvier 1980           |
| Fry                                         | Argueil-Fry (commune démembrée)                  | Rétablissement et suppression | 12 décembre 1979 (Arrêté)                                                                      | 1er janvier 1980           |
| Limpiville                                  | Saint-Michel-en-Caux (commune démembrée)         | Rétablissement et suppression | 11 décembre 1978 (Arrêté)                                                                      | 1er janvier 1979           |
| Sorquainville                               | Saint-Michel-en-Caux (commune démembrée)         | Rétablissement et suppression | 11 décembre 1978 (Arrêté)                                                                      | 1er janvier 1979           |
| Thiétreville                                | Saint-Michel-en-Caux (commune démembrée)         | Rétablissement et suppression | 11 décembre 1978 (Arrêté)                                                                      | 1er janvier 1979           |
| Ypreville-Biville                           | Saint-Michel-en-Caux (commune démembrée)         | Rétablissement et suppression | 11 décembre 1978 (Arrêté)                                                                      | 1er janvier 1979           |
| Héricourt-en-Caux                           | Rocquefort-sur-Héricourt (commune démembrée)     | Rétablissement et suppression | 30 novembre 1973 (Tribunal administratif) 20 juin 1975 (Conseil d'État) 1er juin 1976 (Arrêté) | 29 octobre 1976            |
| Rocquefort                                  | Rocquefort-sur-Héricourt (commune démembrée)     | Rétablissement et suppression | 30 novembre 1973 (Tribunal administratif) 20 juin 1975 (Conseil d'État) 1er juin 1976 (Arrêté) | 29 octobre 1976            |
| Morienne                                    | Sainte-Marguerite-lès-Aumale (commune supprimée) | Démembrement                  | 18 février 1953 (Arrêté)                                                                       | 7 mars 1953                |
| Bihorel                                     | Bois-Guillaume                                   | Démembrement                  | 13 avril 1892 (Loi)                                                                            | 13 avril 1892 (Loi)        |
| Bénarville                                  | Tocqueville                                      | Démembrement                  | 1er janvier 1870 (Décret)                                                                      | 1er janvier 1870 (Décret)  |
| Heurteauville                               | Jumièges                                         | Démembrement                  | 9 octobre 1868 (Décret)                                                                        | 9 octobre 1868 (Décret)    |
| Saint-Martin-du-Bec                         | Turretot                                         | Rétablissement                | 5 septembre 1868 (Décret)                                                                      | 5 septembre 1868 (Décret)  |
| Saint-Pierre-lès-Elbeuf                     | Saint-Pierre-de-Liéroult (commune supprimée)     | Démembrement                  | 19 juin 1857 (Loi)                                                                             | 19 juin 1857 (Loi)         |
| Saint-Pierre-lès-Elbeuf                     | Caudebec-lès-Elbeuf                              | Démembrement                  | 19 juin 1857 (Loi)                                                                             | 19 juin 1857 (Loi)         |
| Notre-Dame-de-Franqueville                  | Saint-Pierre-de-Franqueville                     | Rétablissement                | 4 février 1851 (Loi),                                                                          | 4 février 1851 (Loi),      |
| Croisy                                      | Croisy-Lahaye (commune démembrée)                | Rétablissement et suppression | 26 juillet 1849 (Loi)                                                                          | 26 juillet 1849 (Loi)      |
| La Haye                                     | Croisy-Lahaye (commune démembrée)                | Rétablissement et suppression | 26 juillet 1849 (Loi)                                                                          | 26 juillet 1849 (Loi)      |
| Yport                                       | Criquebeuf                                       | Démembrement                  | 18 avril 1842 (Ordonnance)                                                                     | 18 avril 1842 (Ordonnance) |
| Moulineaux                                  | La Bouille                                       | Rétablissement                | 2 mai 1837 (Ordonnance),                                                                       | 2 mai 1837 (Ordonnance),   |
| Les Authieux-Saint-Adrien-du-Bosc-Theroulde | Saint-Georges-sur-Fontaine                       | Démembrement                  | 1792                                                                                           | 1792                       |

## Modifications de nom officiel
Le département va lui-même changer de nom : la Seine-Inférieure prend le nom de "Seine-Maritime" par un décret du 18 janvier 1955.
| Ancien nom                     | Nouveau nom                | Date (et nature) de la décision                                      |
| ------------------------------ | -------------------------- | -------------------------------------------------------------------- |
| Oissel                         | Oissel-sur-Seine           | 8 janvier 2025 (Décret)                                              |
| Quiberville                    | Quiberville-sur-Mer        | 22 décembre 2023 (Décret)                                            |
| Berville                       | Berville-en-Caux           | 22 décembre 2017 (Décret)                                            |
| Cauville                       | Cauville-sur-Mer           | 1er janvier 2001 (Date d'effet) Rectification d'un oubli par l'INSEE |
| Villy-le-Bas                   | Villy-sur-Yères            | 16 novembre 1998 (Décret)                                            |
| Fresquienne                    | Fresquiennes               | 6 novembre 1995 (Décret)                                             |
| Bourg-Dun                      | Le Bourg-Dun               | 26 mars 1993 (Décret)                                                |
| Roncherolles                   | Roncherolles-sur-le-Vivier | 30 mai 1986 (Décret)                                                 |
| Le Petit-Couronne              | Petit-Couronne             | 13 novembre 1984 (Décret)                                            |
| Vatteville                     | Vatteville-la-Rue          | 29 décembre 1982 (Décret)                                            |
| Sainte-Marguerite              | Sainte-Marguerite-sur-Mer  | 10 mars 1981 (Décret)                                                |
| Aubermesnil                    | Aubermesnil-aux-Érables    | 29 août 1969 (Décret)                                                |
| Maulévrier                     | Maulévrier-Sainte-Gertrude | 25 mars 1965 (Décret)                                                |
| Dampierre                      | Dampierre-en-Bray          | 5 janvier 1965 (Décret)                                              |
| Anneville                      | Anneville-sur-Scie         | 3 avril 1962 (Décret)                                                |
| Avesnes                        | Avesnes-en-Bray            | 3 avril 1962 (Décret)                                                |
| Blangy                         | Blangy-sur-Bresle          | 3 avril 1962 (Décret)                                                |
| Bocasse                        | Le Bocasse                 | 3 avril 1962 (Décret)                                                |
| Gournay                        | Gournay-en-Bray            | 3 avril 1962 (Décret)                                                |
| Héron                          | Le Héron                   | 3 avril 1962 (Décret)                                                |
| Neufchâtel                     | Neufchâtel-en-Bray         | 3 avril 1962 (Décret)                                                |
| Sainte-Geneviève               | Sainte-Geneviève-en-Caux   | 3 avril 1962 (Décret)                                                |
| Sigy                           | Sigy-en-Bray               | 3 avril 1962 (Décret)                                                |
| Tocqueville                    | Tocqueville-les-Murs       | 3 avril 1962 (Décret)                                                |
| Blosseville-Bonsecours         | Bonsecours                 | 17 décembre 1958 (Décret)                                            |
| Boschyons                      | Bosc-Hyons                 | 16 octobre 1953 (Décret)                                             |
| Sainte-Marguerite-lès-Aumale   | Morienne                   | 18 février 1953 (Arrêté)                                             |
| Rouvray                        | Rouvray-Catillon           | 21 octobre 1950 (Décret)                                             |
| Bures                          | Bures-en-Bray              | 27 mars 1950 (Décret)                                                |
| Saint-Jouin-sur-Mer            | Saint-Jouin-Bruneval       | 13 janvier 1950 (Décret)                                             |
| Bretteville-en-Caux            | Bretteville-du-Grand-Caux  | 9 août 1947 (Décret)                                                 |
| Cannehan                       | Canehan                    | 11 mai 1937 (Décret)                                                 |
| Saint-Quentin                  | Saint-Quentin-au-Bosc      | 11 avril 1937 (Décret)                                               |
| Veulettes                      | Veulettes-sur-Mer          | 11 avril 1937 (Décret)                                               |
| Morville                       | Morville-sur-Andelle       | 19 décembre 1936 (Décret)                                            |
| Saint-Aubin-jouxte-Boulleng    | Saint-Aubin-lès-Elbeuf     | 20 juillet 1931 (Décret)                                             |
| Saint-Valery-sous-Bures        | Osmoy-Saint-Valery         | 20 janvier 1928 (Décret)                                             |
| Gonneville                     | Gonneville-sur-Scie        | 26 mars 1924 (Décret)                                                |
| Lintot                         | Lintot-les-Bois            | 25 octobre 1921 (Décret)                                             |
| Longueville                    | Longueville-sur-Scie       | 23 avril 1921 (Décret)                                               |
| Ourville                       | Ourville-en-Caux           | 7 janvier 1921 (Décret)                                              |
| Aubermesnil                    | Aubermesnil-Beaumais       | 24 février 1920 (Décret)                                             |
| Bacqueville                    | Bacqueville-en-Caux        | 24 février 1920 (Décret)                                             |
| Fauville                       | Fauville-en-Caux           | 24 février 1920 (Décret)                                             |
| Ferrières                      | Ferrières-en-Bray          | 24 février 1920 (Décret)                                             |
| Mesnières                      | Mesnières-en-Bray          | 14 octobre 1915 (Décret)                                             |
| La Poterie                     | La Poterie-Cap-d'Antifer   | 1er août 1913 (Décret)                                               |
| Cauville                       | Cauville-sur-Mer           | 6 mars 1913 (Décret)                                                 |
| Criquebeuf                     | Criquebeuf-en-Caux         | 6 mars 1913 (Décret)                                                 |
| Cuverville                     | Cuverville-sur-Yères       | 27 juillet 1912 (Décret)                                             |
| Saint-Jouin                    | Saint-Jouin-sur-Mer        | 30 janvier 1912 (Décret)                                             |
| Guerbaville                    | La Mailleraye-sur-Seine    | 29 janvier 1910 (Décret)                                             |
| Neuville                       | Neuville-lès-Dieppe        | 2 avril 1906 (Décret)                                                |
| Vieux-Rouen                    | Vieux-Rouen-sur-Bresle     | 12 décembre 1904 (Décret)                                            |
| Dampierre                      | Dampierre-Saint-Nicolas    | 23 janvier 1903 (Décret)                                             |
| Avesnes                        | Avesnes-en-Val             | 11 novembre 1902 (Décret)                                            |
| Butot                          | Butot-en-Caux              | 11 novembre 1902 (Décret)                                            |
| Gueutteville                   | Gueutteville-les-Grès      | 11 novembre 1902 (Décret)                                            |
| Ricarville                     | Ricarville-du-Val          | 11 novembre 1902 (Décret)                                            |
| Criel                          | Criel-sur-Mer              | 26 septembre 1902 (Décret)                                           |
| Tourville-sur-Fécamp           | Tourville-les-Ifs          | 1er septembre 1899 (Décret)                                          |
| Octeville                      | Octeville-sur-Mer          | 22 décembre 1898 (Décret)                                            |
| Gonneville                     | Gonneville-la-Mallet       | 15 décembre 1898 (Décret)                                            |
| Épreville-Martainville         | Martainville-Épreville     | 22 septembre 1897 (Décret)                                           |
| Veules                         | Veules-les-Roses           | 30 juillet 1897 (Décret)                                             |
| Déville                        | Déville-lès-Rouen          | 23 octobre 1894 (Décret)                                             |
| Arques                         | Arques-la-Bataille         | 13 novembre 1882 (Décret)                                            |
| Croisy                         | Croisy-sur-Andelle         | 16 octobre 1882 (Décret)                                             |
| Saint-Martin-Église            | Martin-Église              | 9 novembre 1867 (Décret)                                             |
| Grasville (ou Graville-Leurre) | Graville-Sainte-Honorine   | 9 juillet 1852 (Loi)                                                 |
| Chef-de-Caux                   | Sainte-Adresse             | 1795                                                                 |

## Communes associées
Liste des communes ayant, ou ayant eu (en italique), à la suite d'une fusion, le statut de commune associée.
| Nom de la commune   | Code INSEE | Fusion-association                     | Fusion-association | Fusion-association  | Fusion-association                       | Défusion                               | Défusion         | Défusion                                                    |
| Nom de la commune   | Code INSEE | date de la décision                    | date d'effet       | commune absorbante  | nom de la commune résultant de la fusion | date de la décision                    | date d'effet     | commentaire                                                 |
| ------------------- | ---------- | -------------------------------------- | ------------------ | ------------------- | ---------------------------------------- | -------------------------------------- | ---------------- | ----------------------------------------------------------- |
| Ambourville         | 76003      | Arrêté préfectoral du 23 décembre 1974 | 1er janvier 1975   | Anneville-sur-Seine | Anneville-Ambourville                    |                                        |                  |                                                             |
| Neuville-lès-Dieppe | 76466      | Arrêté préfectoral du 22 novembre 1979 | 1er janvier 1980   | Dieppe              | Dieppe                                   |                                        |                  |                                                             |
| Rouelles            | 76539      | Arrêté préfectoral du 4 avril 1973     | 4 avril 1973       | Le Havre            | Le Havre                                 |                                        |                  |                                                             |
| Rocquefort          | 76531      | Arrêté préfectoral du 10 avril 1973    | 10 avril 1973      | Héricourt-en-Caux   | Rocquefort-sur-Héricourt                 | Arrêté préfectoral du 1er juin 1976    | 29 octobre 1976  | Rocquefort-sur-Héricourt reprend le nom d'Héricourt-en-Caux |
| Saint-Lucien        | 76601      | Arrêté préfectoral du 7 mai 1973       | 1er juin 1973      | Sigy-en-Bray        | Sigy-en-Bray                             | Arrêté préfectoral du 9 décembre 2016  | 1er janvier 2017 | Les communes reprennent leurs autonomies,                   |
| Limpiville          | 76386      | Arrêté préfectoral du 20 mars 1973     | 20 mars 1973       | Ypreville-Biville   | Saint-Michel-en-Caux                     | Arrêté préfectoral du 11 décembre 1978 | 1er janvier 1979 | Saint-Michel-en-Caux reprend le nom d'Ypreville-Biville     |
| Sorquainville       | 76680      | Arrêté préfectoral du 20 mars 1973     | 20 mars 1973       | Ypreville-Biville   | Saint-Michel-en-Caux                     | Arrêté préfectoral du 11 décembre 1978 | 1er janvier 1979 | Saint-Michel-en-Caux reprend le nom d'Ypreville-Biville     |
| Thiétreville        | 76689      | Arrêté préfectoral du 20 mars 1973     | 20 mars 1973       | Ypreville-Biville   | Saint-Michel-en-Caux                     | Arrêté préfectoral du 11 décembre 1978 | 1er janvier 1979 | Saint-Michel-en-Caux reprend le nom d'Ypreville-Biville     |

## Modifications des limites communales
Le plus souvent, les modifications des limites communales décidées par arrêtés préfectoraux ne sont pas répertoriées dans le Journal officiel ni dans le Bulletin officiel.
| La commune de ...                                   | ... cède du territoire à la commune de ...          | Précisions                                                           | Date (et nature) de la décision                      |
| --------------------------------------------------- | --------------------------------------------------- | -------------------------------------------------------------------- | ---------------------------------------------------- |
| Saâne-Saint-Just                                    | Le Torp-Mesnil                                      | 1 habitant Superficie de 11 ha 77 a 96 ca                            | 29 mars 2019 (Décret)                                |
| Dieppe                                              | Rouxmesnil-Bouteilles                               | Superficie de 16 a 25 ca                                             | 2 juin 1987 (Décret)                                 |
| Rouxmesnil-Bouteilles                               | Dieppe                                              | Superficie de 6 ha 27 a 57 ca                                        | 2 juin 1987 (Décret)                                 |
| Hautot-sur-Mer                                      | Varengeville-sur-Mer                                | 2 habitants                                                          | 6 octobre 1986 (Arrêté)                              |
| Freneuse                                            | Criquebeuf-sur-Seine (département de l'Eure)        | Superficie de 7 ha et 18 ca                                          | 27 août 1986 (Décret)                                |
| Criquebeuf-sur-Seine (département de l'Eure)        | Freneuse                                            | 69 habitants Superficie de 5 ha 64 a 93 ca                           | 27 août 1986 (Décret)                                |
| Canteleu                                            | Déville-lès-Rouen                                   | Superficie de 1 ha 6 a 21 ca                                         | 8 août 1986 (Décret)                                 |
| Saint-Martin-du-Vivier                              | Roncherolles-sur-le-Vivier                          | 2 habitants                                                          | 8 avril 1986 (Arrêté) 10 septembre 1986 (Arrêté)     |
| Rouen                                               | Saint-Léger-du-Bourg-Denis                          | Lotissement de Waddington 93 habitants Superficie de 6 ha 99 a 91 ca | 12 juin 1980 (Décret)                                |
| Houppeville                                         | Isneauville                                         | Superficie de 3 ha 25 a                                              | 15 octobre 1979 (Décret)                             |
| Saint-Antoine-la-Forêt                              | Gruchet-le-Valasse                                  | Superficie de 2 ha 42 a                                              | 24 avril 1979 (Décret)                               |
| Octeville-sur-Mer                                   | Le Havre                                            | 1 habitant Superficie de 17 ha 24 a 54 ca                            | 19 février 1979 (Décret),                            |
| Fontaine-la-Mallet                                  | Le Havre                                            |                                                                      | 3 novembre 1971 (Décret)                             |
| Rouxmesnil-Bouteilles                               | Dieppe                                              | 46 habitants                                                         | 13 octobre 1971 (Décret)                             |
| Harfleur                                            | Le Havre                                            | 9 178 habitants Superficie de 91 ha                                  | 17 juin 1971 (Décret),                               |
| Bihorel                                             | Rouen                                               | Superficie de 2 ha 14 a 81 ca                                        | 11 décembre 1969 (Décret)                            |
| Rouen                                               | Bihorel                                             | Superficie de 8 a                                                    | 11 décembre 1969 (Décret)                            |
| Rebets                                              | Le Héron                                            | 4 habitants Superficie de 2 ha 44 a 1 ca                             | 26 septembre 1969 (Décret)                           |
| Rouen                                               | Mont-Saint-Aignan                                   | Superficie de 3 ha 22 a 17 ca                                        | 29 août 1968 (Décret)                                |
| Forges-les-Eaux Le Fossé                            | Le Fossé Forges-les-Eaux                            |                                                                      | 16 mai 1968 (Arrêté)                                 |
| Fécamp Saint-Léonard                                | Saint-Léonard Fécamp                                |                                                                      | 30 juin 1967 (Arrêté)                                |
| Notre-Dame-de-Bondeville                            | Maromme                                             | 4 habitants                                                          | 20 septembre 1966 (Arrêté)                           |
| Auffay                                              | Saint-Denis-sur-Scie                                | 1 habitant                                                           | 12 septembre 1966 (Arrêté)                           |
| Val-de-Saâne Saint-Pierre-Bénouville                | Saint-Pierre-Bénouville Val-de-Saâne                |                                                                      | 11 août 1964 (Arrêté)                                |
| Canteleu                                            | Rouen                                               | Superficie de 7 ha et 60 ca                                          | 2 juillet 1964 (Décret)                              |
| Rouen                                               | Canteleu                                            | 26 habitants Superficie de 7 ha 18 a                                 | 2 juillet 1964 (Décret)                              |
| Forges-les-Eaux Le Fossé                            | Le Fossé Forges-les-Eaux                            |                                                                      | 4 avril 1964 (Arrêté)                                |
| Saint-Pierre-Bénouville                             | Thiédeville                                         | 12 habitants                                                         | 10 mars 1964 (Arrêté)                                |
| Rouelles                                            | Le Havre                                            | 1 420 habitants Superficie de 113 ha 59 a 18 ca                      | 6 avril 1963 (Décret)                                |
| Sotteville-lès-Rouen Saint-Étienne-du-Rouvray       | Saint-Étienne-du-Rouvray Sotteville-lès-Rouen       |                                                                      | 30 décembre 1961 (Arrêté)                            |
| Saint-Valery-en-Caux Néville                        | Néville Saint-Valery-en-Caux                        |                                                                      | 27 avril 1961 (Arrêté)                               |
| Flocques                                            | Criel-sur-Mer                                       | 75 habitants                                                         | 16 décembre 1959 (Arrêté)                            |
| Hautot-sur-Mer                                      | Dieppe                                              | 257 habitants                                                        | 30 décembre 1958 (Décret)                            |
| Le Petit-Quevilly                                   | Le Grand-Quevilly                                   |                                                                      | 24 juillet 1958 (Arrêté)                             |
| Cléville                                            | Foucart                                             | Superficie de 74 a 42 ca                                             | 31 décembre 1953 (Arrêté)                            |
| Foucart                                             | Cléville                                            | Superficie de 2 ha 64 a 91 ca                                        | 31 décembre 1953 (Arrêté)                            |
| Houppeville                                         | Notre-Dame-de-Bondeville                            |                                                                      | 21 septembre 1950 (Arrêté)                           |
| Saint-Étienne-du-Rouvray                            | Sotteville-lès-Rouen                                | Superficie de 31 ha 91 a 24 ca                                       | 6 septembre 1949 (Arrêté) 30 septembre 1950 (Arrêté) |
| Notre-Dame-de-Bondeville                            | Le Houlme                                           | Rue de l'Abbaye                                                      | 16 septembre 1948 (Arrêté)                           |
| Houppeville                                         | Notre-Dame-de-Bondeville                            |                                                                      | 7 septembre 1909 (Décret)                            |
| Touffreville-la-Cable                               | Notre-Dame-de-Gravenchon                            |                                                                      | 6 juillet 1909 (Loi)                                 |
| Grand-Couronne Moulineaux                           | Moulineaux Grand-Couronne                           |                                                                      | 21 décembre 1905 (Décret)                            |
| Le Tréport                                          | Mers (département de la Somme)                      |                                                                      | 27 mai 1891 (Loi)                                    |
| Saint-Léonard                                       | Criquebeuf                                          |                                                                      | 8 août 1889 (Décret)                                 |
| Saint-Léonard                                       | Yport                                               |                                                                      | 8 août 1889 (Décret)                                 |
| Canteleu                                            | Rouen                                               |                                                                      | 10 avril 1888 (Loi)                                  |
| Le Petit-Quevilly                                   | Rouen                                               |                                                                      | 10 avril 1888 (Loi)                                  |
| Vibeuf                                              | Bourdainville                                       | Superficie de 2 ha 68 a 87 ca                                        | 23 mars 1875 (Décret)                                |
| Sigy                                                | La Hallotière                                       |                                                                      | 14 mai 1870 (Loi)                                    |
| Saint-Lucien                                        | La Hallotière                                       |                                                                      | 14 mai 1870 (Loi)                                    |
| Caudebec-lès-Elbeuf                                 | Saint-Pierre-lès-Elbeuf (nouvelle commune)          | Partie rurale                                                        | 19 juin 1857 (Loi)                                   |
| Saint-Riquier-d'Héricourt                           | Hautot-Saint-Sulpice                                |                                                                      | 1er juin 1857 (Loi)                                  |
| Louvetot                                            | Boishimont                                          |                                                                      | 29 juin 1854 (Loi)                                   |
| Graville-Leurre                                     | Le Havre                                            | Quartier de Leurre                                                   | 9 juillet 1852 (Loi)                                 |
| Sanvic                                              | Le Havre                                            |                                                                      | 9 juillet 1852 (Loi)                                 |
| Saint-Pierre-de-Varengeville                        | Duclair                                             |                                                                      | 15 avril 1851 (Loi)                                  |
| Caudebec-lès-Elbeuf                                 | Elbeuf                                              | Îles                                                                 | 31 mai 1850 (Loi)                                    |
| Saint-Aubin-jouxte-Boulleng                         | Elbeuf                                              | Îles                                                                 | 31 mai 1850 (Loi)                                    |
| Saint-Léonard                                       | Vattetot-sur-Mer                                    | Hameau de Vaucotte                                                   | 17 mai 1846 (Loi)                                    |
| Petit-Couronne                                      | Grand-Couronne                                      | Hameaux du Petit-Essart et du Grand-Essart                           | 19 juillet 1844 (Loi)                                |
| Eslettes                                            | Malaunay                                            |                                                                      | 19 juillet 1844 (Loi)                                |
| Romilly-sur-Andelle (département de l'Eure)         | La Neuville-Chant-d'Oisel                           | Forêt de Longboel                                                    | 13 juin 1841 (Loi)                                   |
| Pîtres (département de l'Eure)                      | La Neuville-Chant-d'Oisel                           | Forêt de Longboel                                                    | 13 juin 1841 (Loi)                                   |
| Fécamp                                              | Tourville                                           | Hameau de Miautrie                                                   | 19 mars 1841 (Loi)                                   |
| Mers (département de la Somme)                      | Le Tréport                                          |                                                                      | 27 juin 1837 (Loi)                                   |
| Saint-Quentin-des-Prés (département de l'Oise)      | Gancourt                                            |                                                                      | 11 mai 1836 (Loi)                                    |
| Molagnies                                           | Bazancourt (département de l'Oise)                  |                                                                      | 11 mai 1836 (Loi)                                    |
| Gamaches (département de la Somme)                  | Longroy                                             |                                                                      | 11 mai 1836 (Loi)                                    |
| Cideville Mesnil-Panneville                         | Mesnil-Panneville Cideville                         |                                                                      | 19 avril 1835 (Loi)                                  |
| Bourgtheroulde (département de l'Eure)              | La Londe                                            | Enclave de Saint-Nicolas                                             | 29 avril 1833 (Loi)                                  |
| Ferrières Villers-sur-Auchy (département de l'Oise) | Villers-sur-Auchy (département de l'Oise) Ferrières | Limite fixée par le ruisseau d'Auchy et celui de la Fontaine-Liard   | 27 juin 1833 (Loi)                                   |
| Saint-Aubin-sur-Mer                                 | Bourg-Dun                                           | Hameau d'Englesqueville                                              | 29 avril 1833 (Loi)                                  |
| Renfeugère                                          | Butot                                               | Hameau de Hagues                                                     | 30 mars 1831 (Ordonnance)                            |
| Sainte-Marie                                        | Butot                                               | Hameau de Hagues                                                     | 30 mars 1831 (Ordonnance)                            |
| Butot                                               | Hugleville                                          | Hameau de Grosfry                                                    | 30 mars 1831 (Ordonnance)                            |
| Buchy                                               | Estoutteville                                       | Hameau de Saint-Martin-du-Plessis                                    | 16 octobre 1830 (Ordonnance)                         |
| Bézu-la-Forêt (département de l'Eure)               | Bezancourt                                          | Ferme de la Saussaye                                                 | 26 mars 1829 (Loi)                                   |
| Bézu-la-Forêt (département de l'Eure)               | Montroty                                            | Ferme de la Haye                                                     | 26 mars 1829 (Loi)                                   |
| Ectot-lès-Baons                                     | Escalles-Alix                                       | Enclave                                                              | 26 mars 1829 (Loi)                                   |
| Ectot-lès-Baons                                     | Sainte-Marie                                        | Enclave                                                              | 26 mars 1829 (Loi)                                   |
| Escalles-Alix Sainte-Marie                          | Sainte-Marie Escalles-Alix                          |                                                                      | 26 mars 1829 (Loi)                                   |
| Norville Villequier                                 | Villequier Norville                                 | Enclave                                                              | 26 mars 1829 (Loi)                                   |
| Saint-Pierre-le-Viger                               | Gruchet-Saint-Siméon                                | Hameau du Coudray                                                    | 26 mars 1829 (Loi)                                   |
| Intraville                                          | Gouchaupre                                          | Hameau d'Intravillette                                               | 15 août 1827 (Ordonnance)                            |
| Formerie (département de l'Oise)                    | Criquier                                            | Hameau des Authieux                                                  | 11 juillet 1802 (Arrêté) (22 thermidor an 10)        |
| Gauville (département de la Somme)                  | Aumale                                              | Ferme du Bois-Robin                                                  | 4 mars 1802 (Arrêté) (13 ventôse an 10)              |
| Morvillers (département de la Somme)                | Aumale                                              | Ferme du Bois-Robin                                                  | 4 mars 1802 (Arrêté) (13 ventôse an 10)              |